# Nekrolog 1895
Nekrolog
◄◄
| ◄
| 1891
| 1892
| 1893
| 1894
| 1895 | 1896 | 1897 | 1898 | 1899 | ► | ►►
Weitere Ereignisse | Allgemeiner Nekrolog 1895
Die Beschreibung der verstorbenen Person sollte so kurz wie möglich gehalten sein und nur deren signifikante Tätigkeit(en) enthalten.
Neue Namen ggf. auch unter dem Geburts- und Sterbedatum, also etwa unter 1. Januar und im Geburts- und Sterbejahr (2024) eintragen (nur bei entsprechender großer Wichtigkeit). Für Beispiele siehe die schon vorhandenen Artikel.
Außerdem über die fünf zuletzt Verstorbenen, zu denen es einen ausreichend guten Artikel für eine Präsentation auf der Hauptseite gibt, nach der todesbedingten Überarbeitung der Artikel ggf. auch unter Wikipedia Diskussion:Hauptseite informieren und sie am besten auch in den anderen Wikipedia-Sprachversionen eintragen. Tipp: Regelmäßig bei news.google.de nach „ist tot“, „gestorben“ oder „verstorben“ suchen.
Wenn eine Person gestorben ist, gibt es viele Seiten zu dieser Person in der Wikipedia, die davon auch betroffen sind und entsprechend aktualisiert werden müssen. Beispiele: Namenübersichtsseite, Geburtsjahr, Geburtsort-Seiten und viele mehr.
Wie finde ich die betroffenen Seiten?
Im Suchfeld auf der linken Seite gibt man den Suchbegriff so ein: „Vorname Nachname“. Dann klickt man auf Volltext und alle Seiten mit entsprechendem Suchtext werden aufgerufen. Hier sieht man dann schnell, wo auch das Todesjahr Sinn macht oder sogar ein Teil des Artikels angepasst werden muss. Auch hilft das „Werkzeug“ auf der linken Seite sehr gut, um solche Seiten aufzufinden: „Links auf diese Seite“. Somit ist die Wikipedia wieder aktuell in allen Bereichen! Hinweis: bei Eintragung der Kategorie „Gestorben JAHR“ wird der Missbrauchsfilter 49 ausgelöst, was jedoch nicht schlimm ist. Siehe: Spezial:Missbrauchsfilter/49
Dies ist eine Liste von im Jahr 1895 verstorbenen bekannten Persönlichkeiten. Die Einträge erfolgen innerhalb der einzelnen Daten alphabetisch sortiert. Tiere sind im Nekrolog für Tiere zu finden.

## Januar
| Tag        | Name                                   | Beruf, bekannt als                                                                     | Alter | Beleg |
| ---------- | -------------------------------------- | -------------------------------------------------------------------------------------- | ----- | ----- |
| 1. Januar  | Mienette van der Chijs                 | niederländische Weltreisende, Publizistin und Sozialreformerin                         | 80    |       |
| 1. Januar  | Caspar Giani                           | Kaufmann                                                                               | 64    |       |
| 2. Januar  | Jakob Friedrich Sprandel               | Arzt und Geburtshelfer                                                                 | 66    |       |
| 3. Januar  | Hans Alfred Erbe                       | deutscher Jurist und Mitglied der Frankfurter Nationalversammlung                      | 71    |       |
| 3. Januar  | Carl Friedrich Wilhelm Meister         | deutscher Kaufmann und Industrieller                                                   | 67    |       |
| 3. Januar  | Ludwig Ziemssen                        | deutscher Pädagoge, Schriftsteller und Redakteur                                       | 71    |       |
| 4. Januar  | Rudolph Born                           | deutscher Mediziner und Politiker, MdR                                                 | 66    |       |
| 4. Januar  | Carl Hesse                             | deutscher Architekt und preußischer Baubeamter                                         | 67    |       |
| 4. Januar  | Manuel Pavía                           | spanischer General                                                                     | 67    |       |
| 5. Januar  | Władysław Podkowiński                  | polnischer Maler und Zeichner                                                          | 28    |       |
| 6. Januar  | Gustav Graef                           | deutscher Historien- und Porträtmaler                                                  | 73    |       |
| 6. Januar  | Eduard Müller                          | deutscher katholischer Theologe und Politiker (Zentrum), MdR                           | 76    |       |
| 6. Januar  | Philip S. Post                         | US-amerikanischer General, Diplomat und Politiker                                      | 61    |       |
| 7. Januar  | João Crisóstomo de Abreu e Sousa       | portugiesischer Politiker, Ministerpräsident                                           | 83    |       |
| 8. Januar  | Karl Haushofer                         | deutscher Mineraloge                                                                   | 55    |       |
| 9. Januar  | Aaron Lufkin Dennison                  | US-amerikanischer Uhrmacher, „Vater der amerikanischen Uhrmacherei“                    | 82    |       |
| 9. Januar  | Johann Mörtl                           | österreichischer Politiker                                                             | 73    |       |
| 9. Januar  | Arnold Münch                           | Schweizer Politiker                                                                    | 69    |       |
| 10. Januar | Eli Whitney Blake, Jr.                 | US-amerikanischer Physiker                                                             | 58    |       |
| 10. Januar | Benjamin Godard                        | französischer Komponist                                                                | 45    |       |
| 11. Januar | Guido von Sommaruga                    | österreichischer Rechtsanwalt und Parlamentarier                                       | 52    |       |
| 13. Januar | Götz Christoph von Degenfeld-Schonburg | Graf, württembergischer Offizier und königlicher Adjutant, Konvertit zum Katholizismus | 88    |       |
| 13. Januar | Ernst Kelchner                         | deutscher Historiker und Bibliothekar                                                  | 63    |       |
| 13. Januar | Jacques Pucheran                       | französischer Zoologe und Ornithologe                                                  | 77    |       |
| 15. Januar | Arisugawa Taruhito                     | General der kaiserlich japanischen Armee, Mitglied des japanischen Kaiserhauses        | 59    |       |
| 15. Januar | Stephen F. Chadwick                    | US-amerikanischer Politiker                                                            | 69    |       |
| 15. Januar | Charlotte Guest                        | britische Übersetzerin und Geschäftsfrau                                               | 82    |       |
| 15. Januar | Patrick Hamill                         | US-amerikanischer Politiker                                                            | 77    |       |
| 15. Januar | Friedrich von Scheliha                 | preußischer Generalleutnant                                                            | 65    |       |
| 15. Januar | Charles Stokes                         | irischer Missionar und Waffenhändler                                                   |       |       |
| 16. Januar | Adolf Grohmann                         | mährischer Industrieller                                                               | 69    |       |
| 16. Januar | Wilhelm von Oertzen                    | Verwaltungsbeamter, Amtshauptmann, Landrat                                             | 66    |       |
| 17. Januar | Claude-Émile Bayle                     | französischer Paläontologe und Mineraloge                                              | 75    |       |
| 17. Januar | George Newbold Lawrence                | US-amerikanischer Geschäftsmann und Amateurornithologe                                 | 88    |       |
| 17. Januar | Henry Bradford Nason                   | amerikanischer Chemiker und Geologe                                                    | 59    |       |
| 18. Januar | Albert Pucher                          | österreichischer Ingenieur und Politiker, Landtagsabgeordneter                         | 66    |       |
| 19. Januar | Friedrich Bötticher                    | Oberbürgermeister von Magdeburg                                                        | 68    |       |
| 19. Januar | Moriz Carrière                         | deutscher Schriftsteller und Philosoph                                                 | 77    |       |
| 19. Januar | Marie Červinková-Riegrová              | tschechische Schriftstellerin und Librettistin                                         | 40    |       |
| 19. Januar | Augustus C. Merriam                    | US-amerikanischer Klassischer Philologe, Archäologe und Epigraphiker                   | 51    |       |
| 19. Januar | Johann Theobald Riefesell              | deutscher Maler und Zeichenlehrer                                                      | 58    |       |
| 19. Januar | Cölestin Stampfer                      | Tiroler Historiker und Schriftsteller                                                  | 71    |       |
| 19. Januar | Friedrich Percy Weber                  | deutscher Schriftsteller und Redakteur                                                 | 50    |       |
| 20. Januar | Benjamin F. Martin                     | US-amerikanischer Politiker                                                            | 66    |       |
| 21. Januar | Florian-Jules-Félix Desprez            | Bischof von Saint-Dénis-de-La Réunion und Limoges, Erzbischof von Toulouse, Kardinal   | 87    |       |
| 21. Januar | Friedemann Adolph Goebel               | deutscher Geologe                                                                      | 68    |       |
| 21. Januar | Clemens von Harff                      | preußischer Landrat                                                                    | 73    |       |
| 21. Januar | Martin Kiliani                         | Direktor der Aluminium-Industrie-Aktiengesellschaft (AIAG), der späteren Alusuisse.    | 36    |       |
| 21. Januar | Charles Secrétan                       | Schweizer Philosoph                                                                    | 80    |       |
| 21. Januar | August Skerl                           | deutscher lutherischer Theologe                                                        | 65    |       |
| 22. Januar | Henri-Clermond Lombard                 | Schweizer Klimatologe und Arzt                                                         | 91    |       |
| 22. Januar | Edward Solomon                         | englischer Komponist und Dirigent                                                      | 39    |       |
| 22. Januar | Eben F. Stone                          | US-amerikanischer Politiker                                                            | 72    |       |
| 23. Januar | Rudolf Eickemeyer                      | deutsch-US-amerikanischer Erfinder und Unternehmer                                     | 63    |       |
| 23. Januar | Ferdinand Kersting                     | deutscher Gutsbesitzer und Politiker (Zentrum), MdR                                    | 62    |       |
| 24. Januar | Wilhelm Castendyck                     | deutscher Bergingenieur                                                                | 70    |       |
| 24. Januar | Randolph Churchill                     | britischer Politiker, Mitglied des House of Commons                                    | 45    |       |
| 24. Januar | Jean Janson                            | deutscher Gutsbesitzer und Politiker (NLP), MdR                                        | 71    |       |
| 24. Januar | Friedrich Schmitz                      | deutscher Botaniker                                                                    | 44    |       |
| 25. Januar | Magdalena Behrendt-Brandt              | österreichische Opernsängerin (Sopran)                                                 |       |       |
| 25. Januar | Isidoro Carini                         | italienischer Historiker und Paläograf, römisch-katholischer Geistlicher               | 52    |       |
| 25. Januar | Carl Hahne                             | deutscher Papierfabrikant                                                              | 44    |       |
| 25. Januar | Wells A. Hutchins                      | US-amerikanischer Politiker                                                            | 76    |       |
| 26. Januar | Arthur Cayley                          | englischer Mathematiker                                                                | 73    |       |
| 26. Januar | Nikolai Karlowitsch de Giers           | russischer Staatsmann und Außenminister (1882–1895)                                    | 74    |       |
| 26. Januar | Alfred Joachimi                        | deutscher Jurist und Politiker                                                         | 71    |       |
| 26. Januar | Theodor Kliefoth                       | deutscher Theologe                                                                     | 85    |       |
| 26. Januar | Achilleas Paraschos                    | griechischer Dichter                                                                   |       |       |
| 26. Januar | Gaston de Saporta                      | französischer Paläobotaniker                                                           | 71    |       |
| 26. Januar | Anton Paul Wagner                      | österreichischer Bildhauer                                                             | 60    |       |
| 28. Januar | François Certain de Canrobert          | französischer General und Marschall von Frankreich                                     | 85    |       |
| 28. Januar | Santiago Schaerer                      | Schweizer Kaufmann, Kolonisator und Siedler in Südamerika                              | 60    |       |
| 29. Januar | Adalbert von Dobschütz                 | preußischer Oberst                                                                     | 70    |       |
| 29. Januar | Charles Frédéric Girard                | französisch-US-amerikanischer Arzt und Zoologe                                         | 72    |       |
| 29. Januar | Willem Koekkoek                        | niederländischer Landschafts- und Marinemaler                                          | 56    |       |
| 30. Januar | Kurt von Goessel                       | deutscher Kapitän                                                                      | 42    |       |
| 30. Januar | Hermann Gruson                         | deutscher Ingenieur, Erfinder und Unternehmer                                          | 73    |       |
| 30. Januar | Louisa Holthuysen                      | niederländische Kunstsammlerin und die Gründerin des Museum Willet-Holthuysen          | 70    |       |
| 31. Januar | Ebenezer R. Hoar                       | US-amerikanischer Jurist und Politiker                                                 | 78    |       |
| 31. Januar | Karl Ludwig Neubourg                   | deutscher Politiker                                                                    | 86    |       |
| 31. Januar | Karl von Orff                          | bayerischer General der Infanterie                                                     | 77    |       |
| Januar     | Wilhelm Arndt                          | deutscher Historiker und Paläograf                                                     | 56    |       |

## Februar
| Tag         | Name                                  | Beruf, bekannt als                                                                                | Alter | Beleg |
| ----------- | ------------------------------------- | ------------------------------------------------------------------------------------------------- | ----- | ----- |
| 1. Februar  | Maximilian Karl Theodor von Holnstein | bayerischer Gutsbesitzer und Staatsmann                                                           | 59    |       |
| 1. Februar  | Mary Thornycroft                      | englische Bildhauerin                                                                             |       |       |
| 1. Februar  | Hermann Josef Wolz                    | Landtagsabgeordneter Großherzogtum Hessen                                                         | 67    |       |
| 2. Februar  | Eugène Fichel                         | französischer Maler                                                                               | 68    |       |
| 2. Februar  | Kōno Bairei                           | japanischer Maler                                                                                 | 50    |       |
| 2. Februar  | Adoniram Judson Gordon                | US-amerikanischer Baptistenpastor, Kirchenliedkomponist                                           | 58    |       |
| 2. Februar  | Ljubomir Nenadović                    | serbischer Schriftsteller                                                                         | 68    |       |
| 2. Februar  | Moses D. Stivers                      | US-amerikanischer Politiker                                                                       | 66    |       |
| 2. Februar  | Georg von Werthern                    | deutscher Diplomat                                                                                | 78    |       |
| 3. Februar  | Rufus Barringer                       | Jurist, Politiker und General der Konföderierten Staaten im Amerikanischen Bürgerkrieg            | 73    |       |
| 3. Februar  | Gerhard Krüss                         | deutscher Chemiker                                                                                | 35    |       |
| 3. Februar  | Wilhelmine Palmer                     | Modell des Malers Christoph Friedrich Dörr und Gattin des Christian David Friedrich Palmer        | 76    |       |
| 4. Februar  | Faustina Hasse Hodges                 | US-amerikanische Komponistin und Organistin                                                       | 71    |       |
| 4. Februar  | Thomas Kirkman                        | englischer Mathematiker und Pfarrer                                                               | 88    |       |
| 4. Februar  | Mahlon Dickerson Manson               | US-amerikanischer Offizier und Politiker                                                          | 74    |       |
| 6. Februar  | Karl Berndl                           | österreichischer Theaterschauspieler                                                              |       |       |
| 7. Februar  | Karl Heinrich Keck                    | deutscher Schriftsteller und Schulleiter                                                          | 70    |       |
| 8. Februar  | Edmond Geffroy                        | französischer Schauspieler                                                                        | 90    |       |
| 8. Februar  | Martha Schroeder                      | deutsche Pianistin                                                                                | 37    |       |
| 9. Februar  | Paul Woldemar von Everth              | lutherischer Theologe                                                                             | 82    |       |
| 10. Februar | Marion Bethune                        | US-amerikanischer Politiker                                                                       | 78    |       |
| 10. Februar | Francesco Podesti                     | italienischer Maler                                                                               | 94    |       |
| 11. Februar | Montgomery Dent Corse                 | General der Konföderierten im Sezessionskrieg                                                     | 78    |       |
| 11. Februar | Charles Gayarré                       | franko-amerikanischer kreolischer Rechtsanwalt, Richter, Politiker, Historiker und Schriftsteller | 90    |       |
| 12. Februar | Ding Ruchang                          | chinesischer Offizier                                                                             | 58    |       |
| 12. Februar | Vilém Dušan Lambl                     | böhmischer Arzt                                                                                   | 70    |       |
| 12. Februar | Hans von Thümmel                      | deutscher Jurist und Politiker, Finanzminister und Ministerpräsident im Königreich Sachsen        | 70    |       |
| 13. Februar | Bernhard Jaup                         | hessischer Kreisrat und Ministerialbeamter                                                        | 67    |       |
| 13. Februar | Friedrich Scheuchzer                  | Schweizer Arzt, Redakteur und Politiker                                                           | 67    |       |
| 14. Februar | Isaac P. Gray                         | US-amerikanischer Politiker                                                                       | 66    |       |
| 15. Februar | Jules Erlanger                        | französischer Komponist                                                                           | 64    |       |
| 15. Februar | James T. Jones                        | US-amerikanischer Rechtsanwalt, Richter, Offizier und Politiker                                   | 62    |       |
| 15. Februar | Pauline Musters                       | kleinste dokumentierte Frau aller Zeiten                                                          | 16    |       |
| 16. Februar | Anton Abt                             | deutscher katholischer Theologe                                                                   | 53    |       |
| 16. Februar | Raymond Adolphe Séré de Rivières      | französischer Festungsbauer                                                                       | 79    |       |
| 16. Februar | Henrietta Stanley                     | britische Salonnière und Frauenbildungsaktivistin                                                 | 87    |       |
| 17. Februar | Otto Bähr                             | deutscher Jurist und Politiker, MdR                                                               | 77    |       |
| 17. Februar | Karl von Heygendorff                  | außerehelicher Sohn des Großherzogs Karl August von Sachsen-Weimar-Eisenach                       | 88    |       |
| 17. Februar | Johannes Christoph Andreas Zahn       | deutscher Theologe und Hymnologe                                                                  | 77    |       |
| 18. Februar | Carl Abs                              | Ringer                                                                                            | 43    |       |
| 18. Februar | Albrecht von Österreich-Teschen       | Erzherzog von Österreich und Feldherr                                                             | 77    |       |
| 18. Februar | Moritz Ferdinand Gätzschmann          | deutscher Bergmann                                                                                | 94    |       |
| 18. Februar | Bartholomäus Haanen                   | deutscher Politiker (Zentrum), MdR                                                                | 81    |       |
| 18. Februar | Max Lortzing                          | deutscher Schriftsteller                                                                          | 55    |       |
| 19. Februar | Lüder Halenbeck                       | deutscher Pädagoge, Heimatforscher und Schriftsteller                                             | 53    |       |
| 19. Februar | John Whitaker Hulke                   | britischer Chirurg, Geologe und Fossiliensammler                                                  | 64    |       |
| 19. Februar | Auguste Vacquerie                     | französischer Schriftsteller, Journalist und Photograph                                           | 75    |       |
| 20. Februar | Frederick Douglass                    | US-amerikanischer Abolitionist und Schriftsteller                                                 |       |       |
| 20. Februar | Mohammad Hasan Schirazi               | schiitischer Geistlicher und Marja-e taqlid                                                       | 79    |       |
| 21. Februar | Gerhard Franz Langenberg              | deutscher Baumeister                                                                              | 52    |       |
| 21. Februar | Theodor Mussaeus                      | deutscher Jurist und mecklenburgischer Richter                                                    | 80    |       |
| 21. Februar | Günther von der Schulenburg           | deutscher Gutsbesitzer und Politiker                                                              | 75    |       |
| 22. Februar | Karl Boedeker                         | deutscher Apotheker und Chemiker                                                                  | 79    |       |
| 22. Februar | Ernst Hager                           | deutscher Philologe                                                                               | 47    |       |
| 23. Februar | Harry Allen                           | englischer Fußballspieler                                                                         | 29    |       |
| 24. Februar | Joseph Bradford Carr                  | US-amerikanischer Offizier und Politiker                                                          | 66    |       |
| 24. Februar | Eduard Schott                         | deutscher Metallurge und Kunstgießer                                                              | 86    |       |
| 25. Februar | Henry Bruce, 1. Baron Aberdare        | britischer Staatsmann                                                                             | 79    |       |
| 25. Februar | Gustav Carsch                         | deutscher Einzelhandels-Unternehmer                                                               | 44    |       |
| 25. Februar | Ignaz Lachner                         | deutscher Komponist und Dirigent                                                                  | 87    |       |
| 25. Februar | Rudolf Schleiden                      | deutscher Beamter, Diplomat und Politiker (LRP), MdR                                              | 79    |       |
| 25. Februar | Alfred Wilhelm Stelzner               | deutscher Geologe                                                                                 | 54    |       |
| 26. Februar | Adolf von Heinleth                    | bayerischer General der Infanterie und Kriegsminister                                             | 71    |       |
| 26. Februar | Leopold von Loën                      | preußischer General der Infanterie                                                                | 77    |       |
| 26. Februar | Eduard Schmitz                        | deutscher Verwaltungsjurist                                                                       | 56    |       |
| 26. Februar | Hans Heinrich Wachs                   | deutscher Mediziner, Gutsbesitzer und Politiker (NLP), MdR                                        | 72    |       |
| 27. Februar | Mason Brayman                         | US-amerikanischer Politiker                                                                       | 81    |       |
| 27. Februar | Siegmund Haber                        | deutscher Publizist und Schriftsteller                                                            | 59    |       |
| 27. Februar | Friedrich Wilhelm Lorinser            | Mediziner, Orthopäde und Botaniker                                                                | 78    |       |
| 27. Februar | William Ward                          | US-amerikanischer Politiker                                                                       | 58    |       |
| 27. Februar | Editha von Wartensleben               | Gattin des Erblandmarschalls Kuno Graf von Hahn                                                   | 57    |       |
| 28. Februar | Ludwig Güterbock                      | deutscher Mediziner                                                                               | 80    |       |
| 28. Februar | Đura Horvatović                       | serbischer General                                                                                | 60    |       |
| 28. Februar | Gottfried Kalmring                    | deutscher Landwirt und Bürgermeister, MdR                                                         | 55    |       |

## März
| Tag      | Name                                   | Beruf, bekannt als                                                                                          | Alter | Beleg |
| -------- | -------------------------------------- | --- | ----- | ----- |
| 1. März  | Richard Klemens von Metternich         | österreichischer Diplomat                                                                                   | 66    |       |
| 2. März  | Fridolin Becker                        | niederländischer Maler                                                                                      | 64    |       |
| 2. März  | John Stuart Blackie                    | schottischer Philologe, Dichter, Schriftsteller und Hochschullehrer                                         | 85    |       |
| 2. März  | Ismail Pascha                          | Wali (bis 1867) bzw. Khedive (ab 1867) von Ägypten (1863–1879)                                              | 64    |       |
| 2. März  | Berthe Morisot                         | französische Malerin des Impressionismus                                                                    | 54    |       |
| 2. März  | Joseph John Ruston                     | britischer Schiffs- und Maschinenbauer, Reeder                                                              | 85    |       |
| 2. März  | Angelika von Woringen                  | deutsche Malerin                                                                                            | 81    |       |
| 3. März  | Georg von Gizycki                      | deutscher Philosoph                                                                                         | 43    |       |
| 3. März  | Heinrich Gradl                         | böhmischer Historiker                                                                                       | 53    |       |
| 3. März  | Hermann Grote                          | deutscher Numismatiker und Heraldiker                                                                       | 92    |       |
| 3. März  | Geoffrey Thomas Phipps Hornby          | britischer Admiral                                                                                          | 70    |       |
| 3. März  | Georg Schmiele                         | deutscher Kolonialbeamter, Landeshauptmann der Neuguinea-Kompagnie                                          |       |       |
| 4. März  | Knud Knudsen                           | norwegischer Linguist                                                                                       | 83    |       |
| 4. März  | Ludwig von Neumayr                     | deutscher Richter                                                                                           | 84    |       |
| 4. März  | Julius Worpitzky                       | deutscher Mathematiker                                                                                      | 59    |       |
| 5. März  | Wilhelm Geiler                         | Auktionator und niederdeutscher Heimatdichter                                                               | 75    |       |
| 6. März  | Eduard Hayden von und zu Dorff         | österreichischer Gutsbesitzer und Politiker                                                                 | 79    |       |
| 6. März  | Max von Widnmann                       | deutscher Bildhauer                                                                                         | 82    |       |
| 5. März  | Nikolai Semjonowitsch Leskow           | russischer Schriftsteller                                                                                   | 64    |       |
| 5. März  | Karl Möllinger                         | deutscher Architekt, Autor, Architekturlehrer und Schulgründer                                              | 72    |       |
| 5. März  | Henry Creswicke Rawlinson              | britischer Assyriologe und Diplomat                                                                         | 84    |       |
| 6. März  | Camilla Collett                        | norwegische Schriftstellerin                                                                                | 82    |       |
| 6. März  | Edwin Forbes                           | US-amerikanischer Maler                                                                                     |       |       |
| 6. März  | Gustaf Lagerbjelke                     | schwedischer Jurist, Abgeordneter und Parlamentspräsident                                                   | 77    |       |
| 6. März  | Wilhelm Winter                         | deutscher Gutsbesitzer und Politiker, Regierungspräsident, MdR                                              | 91    |       |
| 7. März  | Heinrich Bening                        | deutscher Volkswirt und Jurist                                                                              | 94    |       |
| 7. März  | Hermann Jakob Doetsch                  | Oberbürgermeister von Bonn                                                                                  |       |       |
| 7. März  | Aloys Kunc                             | französischer Komponist und Organist                                                                        | 63    |       |
| 7. März  | Andrzej Pruszyński                     | Warschauer Bildhauer                                                                                        | 58    |       |
| 8. März  | Lewis Malone Ayer                      | US-amerikanischer Jurist und Politiker                                                                      | 73    |       |
| 8. März  | Georg Kahle                            | deutscher lutherischer Theologe, Konsistorialrat und Generalsuperintendent der Generaldiözese Hoya-Diepholz | 65    |       |
| 8. März  | Adolph von Koerber                     | preußischer Generallandschaftsdirektor                                                                      | 77    |       |
| 8. März  | Ferdinand Kunhardt                     | deutscher Jurist und Politiker, MdHB                                                                        | 70    |       |
| 9. März  | Johann Bollig                          | deutscher Jesuit und Orientalist                                                                            | 73    |       |
| 9. März  | Enea Grazioso Lanfranconi              | italienischer Hydrologe und Kunstsammler                                                                    | 44    |       |
| 9. März  | Leopold von Sacher-Masoch              | österreichischer Schriftsteller                                                                             | 59    |       |
| 9. März  | Paul Alfred Stübel                     | deutscher Politiker (NLP), MdR                                                                              | 67    |       |
| 10. März | Ludwig Wilhelm zu Dohna-Lauck          | preußischer Beamter und Politiker                                                                           | 90    |       |
| 10. März | Hermann Meynert                        | deutscher Schriftsteller, Kritiker und Geschichtsschreiber                                                  | 86    |       |
| 10. März | Fritz Müller                           | Schweizer Arzt und Zoologe                                                                                  | 60    |       |
| 10. März | Charles Schmidt                        | französischer Theologe, Historiker und Religionswissenschaftler                                             | 82    |       |
| 10. März | Charles Frederick Worth                | Modemacher, Begründer der Haute Couture                                                                     | 69    |       |
| 11. März | Cesare Cantù                           | italienischer Gelehrter und Schriftsteller                                                                  | 90    |       |
| 11. März | Leopold Gräßer                         | deutscher Politiker, MdL (Königreich Sachsen)                                                               | 69    |       |
| 11. März | Ernst Meissel                          | deutscher Astronom und Mathematiker                                                                         | 68    |       |
| 11. März | Gaetano Milanesi                       | italienischer Kunsthistoriker                                                                               | 81    |       |
| 11. März | Eduard von Nolde                       | deutsch-baltischer Abenteurer und Reisender                                                                 | 45    |       |
| 12. März | Karl Bauer                             | österreichischer evangelischer Pfarrer (A.B.) und Abgeordneter zum Österreichischen Abgeordnetenhaus        | 60    |       |
| 12. März | Edmund C. Carns                        | US-amerikanischer Politiker                                                                                 | 51    |       |
| 13. März | Arnoldo Camuzzi                        | Schweizer Landschaftsmaler                                                                                  | 57    |       |
| 13. März | Johann Heppenheimer                    | deutscher Unternehmer und Bürgermeister                                                                     | 79    |       |
| 13. März | Carl Mathies                           | Versicherungsmanager                                                                                        | 74    |       |
| 13. März | Louise Otto-Peters                     | Schriftstellerin und Mitbegründerin der deutschen Frauenbewegung                                            | 75    |       |
| 13. März | William Norwood Potter                 | englischer Schachspieler                                                                                    | 54    |       |
| 13. März | Karl Heinrich Wilhelm Louis Rosenbusch | deutscher Lehrer und Verfasser einer Stadtgeschichte Hannovers                                              | 54    |       |
| 13. März | Adolf Woliński                         | polnischer Architekt                                                                                        |       |       |
| 14. März | Johann Christoph Albert Moll           | württembergischer Arzt, geheimer Rat und Medizinhistoriker                                                  | 77    |       |
| 14. März | Richard Brydges Beechey                | britischer Maler                                                                                            | 86    |       |
| 14. März | Jules Faesch                           | Schweizer Ingenieur                                                                                         | 61    |       |
| 14. März | Heinrich Robert Martin                 | deutscher Jurist                                                                                            | 79    |       |
| 14. März | John L. O’Sullivan                     | US-amerikanischer Journalist                                                                                | 81    |       |
| 16. März | Charles E. Laughton                    | US-amerikanischer Politiker                                                                                 | 48    |       |
| 17. März | Thaddäus Blattner                      | bayerischer Bergführer und Jagdgehilfe                                                                      |       |       |
| 17. März | Adam Haus                              | deutscher Geistlicher und Politiker (Zentrum), MdR                                                          | 58    |       |
| 17. März | Inoue Kowashi                          | japanischer Staatsmann                                                                                      | 51    |       |
| 17. März | Wilhelm Pailler                        | österreichischer Theologe und Volkskundler                                                                  | 56    |       |
| 17. März | Burghard von Schorlemer-Alst           | deutscher Politiker (Zentrum), MdR                                                                          | 69    |       |
| 17. März | Amos Townsend                          | US-amerikanischer Politiker (Republikanische Partei)                                                        |       |       |
| 17. März | Carl Uterhart                          | deutscher Arzt und Auswanderer                                                                              | 59    |       |
| 17. März | Camillo Walzel                         | Librettist                                                                                                  | 66    |       |
| 17. März | Joseph Eduard Wessely                  | böhmischer Kunstschriftsteller und Kupferstichexperte                                                       | 68    |       |
| 18. März | John P. Leedom                         | US-amerikanischer Politiker                                                                                 | 47    |       |
| 18. März | Charlotte Montagu-Douglas-Scott        | schottische Adlige und Hofdame                                                                              | 83    |       |
| 18. März | Alexander von Schalscha                | deutscher Rittergutsbesitzer und Politiker (Zentrum), MdR                                                   | 58    |       |
| 19. März | Alexander Friedrichs                   | deutscher Landwirt und Politiker (NLP), MdR                                                                 | 57    |       |
| 20. März | Philip St. George Cooke                | US-amerikanischer Kavallerieoffizier                                                                        | 85    |       |
| 20. März | Rudolf Kleffel                         | deutscher Verwaltungsbeamter und Versicherungsmanager                                                       | 79    |       |
| 20. März | Ludwig Schläfli                        | Schweizer Mathematiker                                                                                      | 81    |       |
| 20. März | Woldemar                               | Fürst von Lippe                                                                                             | 70    |       |
| 21. März | William Pole, 9. Baronet               | britischer Adliger                                                                                          | 78    |       |
| 22. März | Theodor Haarmann                       | deutscher Architekt und preußischer Baubeamter                                                              | 70    |       |
| 22. März | Richard Vaux                           | US-amerikanischer Politiker                                                                                 | 78    |       |
| 23. März | Wilhelm August Bredt                   | preußischer Verwaltungsbeamter und Politiker                                                                | 78    |       |
| 23. März | Woldemar Hau                           | russischer Maler                                                                                            | 79    |       |
| 23. März | Carl August Panse                      | deutscher Rittergutsbesitzer und Politiker (DFP), MdR                                                       | 67    |       |
| 23. März | Edmond de Pourtalès                    | schweizerisch-französischer Bankier, Offizier und Parlamentarier                                            | 66    |       |
| 23. März | Carl Johann von Sichart                | sächsischer Generalmajor                                                                                    | 56    |       |
| 23. März | August Carl Ernst von Werlhof          | Justizrat in Celle                                                                                          | 86    |       |
| 24. März | Ludwig August von Müller               | deutscher Politiker, bayerischer Kultusminister                                                             | 48    |       |
| 24. März | Gustav Passolt                         | deutscher Lehrer, Pfarrer und Politiker                                                                     | 81    |       |
| 25. März | Balthasar Elischer                     | Begründer der Sammlung Elischer                                                                             | 77    |       |
| 25. März | Wilhelmine von Montléart               | österreichische Adelige und Stifterin                                                                       | 75    |       |
| 25. März | Alfons Szczerbiński                    | polnischer Komponist und Musikpädagoge                                                                      | 36    |       |
| 26. März | Wilhelm Friedrich Ludwig Albrecht      | deutscher Gastwirt und Politiker, MdHB                                                                      | 55    |       |
| 27. März | George M. Landers                      | US-amerikanischer Politiker                                                                                 | 82    |       |
| 27. März | František Pošepný                      | tschechischer Geologe                                                                                       | 58    |       |
| 27. März | Heinrich Schuchard                     | deutscher Unternehmer                                                                                       | 82    |       |
| 28. März | Wilhelm Dinesen                        | dänischer Offizier und Schriftsteller                                                                       | 49    |       |
| 30. März | Beauchamp Seymour, 1. Baron Alcester   | britischer Admiral                                                                                          | 73    |       |
| 31. März | Theodor Brorsen                        | dänischer Astronom                                                                                          | 75    |       |
| 31. März | Gustav von Buddenbrock                 | preußischer General der Infanterie                                                                          | 85    |       |
| 31. März | George Tomkyns Chesney                 | britischer General und Autor                                                                                | 81    |       |
| 31. März | Georg von Dollmann                     | deutscher Architekt und Baubeamter                                                                          | 64    |       |
| 31. März | Marie Emilie Auguste Koberwein         | deutsch-österreichische Theaterschauspielerin                                                               | 75    |       |
| 31. März | Otto Nasemann                          | deutscher Philologe und Gymnasialdirektor                                                                   | 74    |       |
| 31. März | Robert Payne Smith                     | englischer Theologe und Orientalist                                                                         | 76    |       |

## April
| Tag       | Name                                   | Beruf, bekannt als | Alter | Beleg |
| --------- | -------------------------------------- | --- | ----- | ----- |
| 1. April  | Camille Doucet                         | französischer Dramatiker | 82    |       |
| 2. April  | Willem Karel van Dedem                 | niederländischer Politiker und Jurist                                                                                            | 55    |       |
| 2. April  | Melchior Römer                         | Stadtpräsident von Zürich | 63    |       |
| 2. April  | Ludwig Schadebrodt                     | deutscher Pastor und Parlamentarier in Ostpreußen                                                                                | 85    |       |
| 2. April  | Petrus Matthias Snickers               | niederländischer Kleriker und Erzbischof von Utrecht                                                                             | 78    |       |
| 4. April  | Félix Frank                            | französischer Dichter und Romanist                                                                                               | 57    |       |
| 4. April  | Benjamin Gwinn Harris                  | US-amerikanischer Politiker | 89    |       |
| 4. April  | Malcolm Alexander MacLean              | kanadischer Politiker | 52    |       |
| 5. April  | Guillermo Moncada                      | kubanischer General | 54    |       |
| 5. April  | Ludwig Rotter                          | österreichischer Organist und Komponist                                                                                          | 84    |       |
| 6. April  | Wilhelm Albrecht von Montenuovo        | österreichischer General | 73    |       |
| 6. April  | Iwan Alexejewitsch Wyschnegradski      | russischer Ingenieur, Wissenschaftler und Hochschullehrer                                                                        | 63    |       |
| 7. April  | James Lawson Kemper                    | US-amerikanischer Offizier (Konföderierte Staaten); General im Sezessionskrieg; Gouverneur von Virginia (1874–1877)              | 71    |       |
| 7. April  | Friedrich Abraham Stock                | Schweizer Mediziner und Politiker                                                                                                | 49    |       |
| 8. April  | Karl von Heim                          | deutscher Jurist und Politiker, MdR, Oberbürgermeister                                                                           | 74    |       |
| 8. April  | Joshua H. Marvil                       | US-amerikanischer Politiker | 69    |       |
| 8. April  | Rudolf Poensgen                        | deutscher Industrieller und d Kgl. Preuß. Kommerzienrat                                                                          | 68    |       |
| 8. April  | A. Scott Sloan                         | US-amerikanischer Politiker | 74    |       |
| 9. April  | Rudolf Doehn                           | deutscher Schriftsteller | 74    |       |
| 9. April  | Thomas Alexander Harris                | amerikanischer konföderierter Politiker                                                                                          |       |       |
| 9. April  | Theodor Lebrun                         | deutscher Schauspieler und Theaterdirektor                                                                                       | 67    |       |
| 9. April  | Ernst Steindorff                       | deutscher Historiker | 55    |       |
| 9. April  | Johannes Walter                        | Holzstecher | 56    |       |
| 10. April | Friedrich Constanz von Criegern        | sächsischer Beamter und Übersetzer                                                                                               | 60    |       |
| 10. April | August Nebe                            | deutscher evangelischer Theologe und Heimatforscher                                                                              | 69    |       |
| 10. April | Emil Taubert                           | deutscher Philologe und Schriftsteller                                                                                           | 51    |       |
| 10. April | Josef Weyl                             | österreichischer Humorist und Übersetzer                                                                                         | 74    |       |
| 11. April | Eduard Karcher                         | deutscher Unternehmer, Politiker und Gutsbesitzer                                                                                | 77    |       |
| 11. April | Lothar von Meyer                       | deutscher Arzt und Chemiker | 64    |       |
| 11. April | Heinrich Friedrich Wilhelm Perizonius  | deutscher Theologe | 92    |       |
| 12. April | James Hepburn Campbell                 | US-amerikanischer Politiker | 75    |       |
| 13. April | Wilhelm Fränkel                        | deutscher Bauingenieur und Wissenschaftler                                                                                       | 54    |       |
| 14. April | James Dwight Dana                      | nordamerikanischer Geologe, Mineraloge und Zoologe                                                                               | 82    |       |
| 14. April | Wilhelm Scheben                        | deutscher Brauer, Chronist, Historiker, Landtagsabgeordneter                                                                     | 82    |       |
| 15. April | Carl Kiesewetter                       | deutscher Theosoph und Okkultist                                                                                                 | 41    |       |
| 15. April | Sylvester Morariu-Andriewicz           | rumänischer Metropolit und österreichischer Politiker                                                                            | 76    |       |
| 15. April | Emilio Wilhelm Ramsøe                  | dänischer Komponist und Dirigent                                                                                                 | 58    |       |
| 16. April | Arthur Gustav Kulenkamp                | Bürgermeister in Lübeck | 67    |       |
| 16. April | Charles H. Mansur                      | US-amerikanischer Politiker | 60    |       |
| 16. April | Gustav Poel                            | deutscher Jurist, Kanzleirat und Bürgermeister der Stadt Itzehoe                                                                 | 90    |       |
| 17. April | Heinrich Ferber                        | Düsseldorfer Stadt- und Regionalhistoriker, Archivar und Verwaltungsangestellter                                                 | 63    |       |
| 17. April | Jorge Isaacs                           | kolumbianischer Schriftsteller und liberaler Politiker                                                                           | 58    |       |
| 18. April | Robert C. Wickliffe                    | US-amerikanischer Politiker | 76    |       |
| 19. April | Rudolf Biebl                           | österreichischer Politiker, Landtagsabgeordneter, Bürgermeister der Stadt Salzburg                                               | 75    |       |
| 19. April | Franz Biese                            | deutscher klassischer Philologe, Oberlehrer am Pädagogium in Putbus                                                              | 91    |       |
| 19. April | Charles Knox                           | US-amerikanischer Unternehmer |       |       |
| 19. April | Leonhard Rausch                        | deutscher Landschaftsmaler und Kupferstecher                                                                                     | 82    |       |
| 19. April | George Scharf                          | britischer Maler und Kunstschriftsteller                                                                                         | 74    |       |
| 19. April | Georg Wilhelm Timm                     | russisch-deutscher Maler | 74    |       |
| 19. April | Seth Hartman Yocum                     | US-amerikanischer Politiker | 60    |       |
| 20. April | Gustav Hirschfeld                      | deutscher Klassischer Archäologe                                                                                                 | 47    |       |
| 20. April | Heinrich Schüchtermann                 | deutscher Unternehmer und Stifter                                                                                                | 64    |       |
| 21. April | Georg Roenneberg                       | preußischer Kommunalpolitiker | 60    |       |
| 21. April | Eduard Schläger                        | deutscher Publizist | 67    |       |
| 21. April | William N. Sweeney                     | US-amerikanischer Politiker | 62    |       |
| 21. April | Friedrich von Waldburg-Wolfegg-Waldsee | deutscher Adliger | 33    |       |
| 22. April | Robert George Crookshank Hamilton      | Gouverneur von Tasmanien | 58    |       |
| 22. April | Étienne Léopold Trouvelot              | französischer Astronom, wissenschaftlicher Illustrator und Entomologe                                                            | 67    |       |
| 22. April | James F. Wilson                        | US-amerikanischer Politiker | 66    |       |
| 23. April | Egmond von Lilienfeld                  | russischer Generalmajor | 50    |       |
| 23. April | Carl Ludwig                            | deutscher Physiologe | 78    |       |
| 23. April | William Milne                          | australischer Politiker, Minister, Präsident des South Australian Legislative Council                                            | 72    |       |
| 23. April | Patrick O’Brien, 2. Baronet            | irischer Politiker |       |       |
| 24. April | Wilhelm Heise                          | deutscher Ingenieur | 48    |       |
| 24. April | Karl Lueder                            | deutscher Jurist und Hochschullehrer                                                                                             | 60    |       |
| 24. April | Laurentius Wocher                      | Abt von Wettingen-Mehrerau | 39    |       |
| 25. April | Heinrich von Littrow                   | österreichischer Kartograph und Schriftsteller                                                                                   | 75    |       |
| 25. April | Georg Robert Sachsse                   | deutscher Agrikulturchemiker | 54    |       |
| 26. April | Johann Ludwig Gebhard von Alvensleben  | deutscher Gutsherr und Musiker                                                                                                   | 78    |       |
| 26. April | Karl Kunze                             | deutscher Philologe und erster Herausgeber von „Kunzes Kalender“                                                                 | 55    |       |
| 26. April | Carl von Tauffkirchen-Guttenburg       | deutscher Diplomat | 68    |       |
| 26. April | Friedrich Christian Wirth              | deutscher Mitgründer der Nassauischen Sparkasse, nassauischer Landesdirektor und Abgeordneter im preußischen Landtag             | 68    |       |
| 27. April | Moritz Dessauer                        | ungarisch-jüdischer religionsphilosophischer Schriftsteller, Landesrabbiner von Sachen-Meiningen und Prediger in Köthen (Anhalt) | 52    |       |
| 27. April | Paul Médinger                          | französischer Bahnradsportler | 35    |       |
| 27. April | Josef Porkert                          | böhmischer Hersteller von Klavierrahmen                                                                                          | 67    |       |
| 28. April | Jean Joseph Bott                       | deutscher Geiger und Komponist                                                                                                   | 69    |       |
| 28. April | Louis Galewsky                         | deutscher Fabrikant | 76    |       |
| 28. April | Carl Thiersch                          | deutscher Chirurg und Hochschullehrer                                                                                            | 73    |       |
| 29. April | Augustus Frank                         | US-amerikanischer Politiker | 68    |       |
| 29. April | Leopold Florian Meissner               | österreichischer Polizeibeamter, Jurist, Journalist und Schriftsteller                                                           | 59    |       |
| 30. April | Gustav Freytag                         | deutscher Schriftsteller | 78    |       |
| 30. April | Ernst Hahnrieder                       | deutscher Lehrer für Mathematik und Naturwissenschaften                                                                          | 83    |       |
| April     | Friedrich Albert Zorn                  | deutscher Tänzer, Choreograf und Tanz-Theoretiker                                                                                |       |       |

## Mai
| Tag     | Name                                           | Beruf, bekannt als | Alter | Beleg |
| ------- | ---------------------------------------------- | --- | ----- | ----- |
| 1. Mai  | Karl Christensen                               | deutscher Politiker (NLP), MdR                                                                                          | 73    |       |
| 1. Mai  | Karl von Hollen                                | deutscher Verwaltungsbeamter und Rittergutsbesitzer                                                                     | 56    |       |
| 1. Mai  | Robert Klotz                                   | US-amerikanischer Politiker                                                                                             | 75    |       |
| 1. Mai  | Karl Langner                                   | deutscher Rittergutsbesitzer und Parlamentarier                                                                         | 64    |       |
| 1. Mai  | August von der Osten                           | deutscher Verwaltungsbeamter und Rittergutsbesitzer                                                                     | 39    |       |
| 1. Mai  | Eleanor Ritchie-Harrison                       | australische Malerin |       |       |
| 1. Mai  | Hermann von Suckow                             | deutscher Verwaltungsjurist, großherzoglich mecklenburg-schwerinscher Kammerherr und Intendant des Seebads Heiligendamm | 74    |       |
| 2. Mai  | Charles Abel                                   | französischer Jurist, MdR                                                                                               | 70    |       |
| 3. Mai  | Max von Menz                                   | deutscher Historien- und Genremaler                                                                                     | 70    |       |
| 4. Mai  | Henry John Carter                              | britischer Chirurg, Zoologe, Geologe und Paläontologe                                                                   | 81    |       |
| 4. Mai  | Roundell Palmer, 1. Earl of Selborne           | britischer Anwalt und Politiker                                                                                         | 82    |       |
| 5. Mai  | Renward Meyer von Schauensee                   | Schweizer liberaler Politiker                                                                                           | 77    |       |
| 5. Mai  | Carl Vogt                                      | deutsch-schweizerischer Naturwissenschaftler und Politiker                                                              | 77    |       |
| 6. Mai  | Martin Severin From                            | dänischer Schachmeister                                                                                                 | 67    |       |
| 6. Mai  | Joseph Granville Norwood                       | US-amerikanischer Arzt, Paläontologe und Geologe                                                                        | 87    |       |
| 7. Mai  | Hermann Ferno                                  | preußischer Politiker, Landrat des Kreises Usedom-Wollin, MdP                                                           | 83    |       |
| 7. Mai  | Robert Stockton Green                          | US-amerikanischer Politiker                                                                                             | 64    |       |
| 7. Mai  | Alexander von Pape                             | preußischer Offizier, Generaloberst mit dem Rang eines Generalfeldmarschalls                                            | 82    |       |
| 7. Mai  | Manuel Joaquim Pinheiro Chagas                 | portugiesischer Gelehrter, Dichter, Dramatiker, Romancier, Publizist, Journalist, Übersetzer und Politiker              | 52    |       |
| 8. Mai  | Auguste von Sartorius                          | deutsche Ordensfrau und Generaloberin                                                                                   | 65    |       |
| 8. Mai  | James A. Weston                                | US-amerikanischer Politiker                                                                                             | 67    |       |
| 9. Mai  | Agostino Daldini                               | Schweizer Kapuziner, Botaniker und Mykologe                                                                             | 78    |       |
| 9. Mai  | Andrew H. Hamilton                             | US-amerikanischer Politiker                                                                                             | 60    |       |
| 9. Mai  | Ferdinand Kleemann                             | deutscher Unternehmer und Erfinder                                                                                      | 66    |       |
| 10. Mai | James Bishop                                   | US-amerikanischer Politiker                                                                                             | 78    |       |
| 10. Mai | Heros von Borcke                               | preußischer Major, als Oberstleutnant auf der Seite der Konföderierten im Sezessionskrieg                               | 59    |       |
| 11. Mai | Ira Joy Chase                                  | US-amerikanischer Politiker                                                                                             | 60    |       |
| 12. Mai | Edward James Glave                             | englischer Abenteurer, Autor und Journalist                                                                             | 31    |       |
| 12. Mai | Julius Hawley Seelye                           | US-amerikanischer Politiker                                                                                             | 70    |       |
| 14. Mai | Heinrich Geisberg                              | deutscher Jurist, Stadtarchivar und Stadthistoriker                                                                     | 77    |       |
| 16. Mai | William Douglas-Hamilton, 12. Duke of Hamilton | schottischer Adliger, 12. Duke of Hamilton                                                                              | 50    |       |
| 16. Mai | Georg Carl Hahn                                | Lübecker Konservenfabrikant                                                                                             | 72    |       |
| 16. Mai | Emil von Kessler                               | deutscher Unternehmer und Politiker (DP), MdR                                                                           | 54    |       |
| 16. Mai | Justus Rarkowski                               | deutscher Stadtrat, Brauereibesitzer und Politiker (Zentrum), MdR                                                       | 50    |       |
| 17. Mai | Peter Burnett                                  | US-amerikanischer Politiker                                                                                             | 87    |       |
| 17. Mai | Wilhelm von Gutmann                            | österreichischer Unternehmer                                                                                            | 68    |       |
| 17. Mai | Johann Jakob Gysin                             | schweizerischer Eisenbahningenieur                                                                                      | 50    |       |
| 17. Mai | Louise von Qualen                              | deutsche Adelige, Wohltäterin und Stiftsdame des Klosters Uetersen                                                      | 84    |       |
| 17. Mai | Hugo Waldbott von Bassenheim                   | deutscher Adeliger | 74    |       |
| 18. Mai | Jacob Cramer                                   | niederländischer reformierter Theologe und Kirchenhistoriker                                                            | 61    |       |
| 19. Mai | José Martí                                     | kubanischer Schriftsteller und Nationalheld                                                                             | 42    |       |
| 19. Mai | Karl Millner                                   | deutscher Landschaftsmaler                                                                                              | 70    |       |
| 19. Mai | Johann Jakob Nüesch                            | Schweizer Landschafts- und Genremaler                                                                                   | 49    |       |
| 20. Mai | Johannes Duntze                                | deutscher Landschaftsmaler                                                                                              | 72    |       |
| 20. Mai | Adolf von Fürstenstein                         | deutscher Rittergutsbesitzer, Verwaltungsbeamter und Hofbeamter französischer Abstammung                                | 77    |       |
| 20. Mai | Sigismund Kohn-Speyer                          | deutscher Kaufmann und Bankier                                                                                          | 64    |       |
| 20. Mai | Friedrich Schott von Schottenstein             | deutscher Forstwissenschaftler                                                                                          | 82    |       |
| 21. Mai | George Charles Hawker                          | australischer Politiker, Sprecher des South Australian House of Assembly                                                | 76    |       |
| 21. Mai | Ernst Pergler von Perglas                      | württembergischer Generalmajor                                                                                          | 67    |       |
| 21. Mai | Franz von Suppè                                | österreichischer Operettenkomponist und Kapellmeister                                                                   | 76    |       |
| 22. Mai | Rudolph von Buddenbrock                        | deutscher Majoratsherr und Politiker, MdR                                                                               | 74    |       |
| 22. Mai | William Cogswell                               | US-amerikanischer Politiker                                                                                             | 56    |       |
| 22. Mai | Wilhelm Eichhoff                               | Berliner Jurist, Enthüllungsjournalist und oppositioneller Schriftsteller                                               | 62    |       |
| 22. Mai | Adolf Wilhelm Kessler                          | deutscher Bankier in Paris                                                                                              | 55    |       |
| 22. Mai | Isaac Peral                                    | spanischer Ingenieur und U-Boot-Pionier                                                                                 | 43    |       |
| 23. Mai | Johannes Deiker                                | deutscher Maler | 72    |       |
| 23. Mai | Franz Ernst Neumann                            | deutscher Physiker | 96    |       |
| 24. Mai | Albert von Barnekow                            | preußischer General der Infanterie                                                                                      | 85    |       |
| 24. Mai | John B. Hawley                                 | US-amerikanischer Politiker                                                                                             | 64    |       |
| 24. Mai | Hugh McCulloch                                 | US-amerikanischer Politiker und Finanzminister                                                                          | 86    |       |
| 24. Mai | Fürchtegott Moritz Albert Voigt                | deutscher Unternehmer                                                                                                   | 66    |       |
| 25. Mai | Adolf Müller                                   | deutscher Politiker und Bürgermeister                                                                                   |       |       |
| 26. Mai | Ahmed Cevdet Pascha                            | osmanischer Staatsmann, Historiker und Rechtsgelehrter                                                                  | 73    |       |
| 26. Mai | William Augustus Darling                       | US-amerikanischer Politiker                                                                                             | 77    |       |
| 27. Mai | Goldsmith W. Hewitt                            | US-amerikanischer Rechtsanwalt und Politiker                                                                            | 61    |       |
| 27. Mai | Alexandre Martin                               | französischer Politiker                                                                                                 | 80    |       |
| 28. Mai | Josef Ignaz Amiet                              | Schweizer Historiker, Staatsschreiber und Staatsarchivar                                                                | 68    |       |
| 28. Mai | Albert Brendel                                 | deutscher Maler | 67    |       |
| 28. Mai | Walter Q. Gresham                              | US-amerikanischer Politiker                                                                                             | 63    |       |
| 28. Mai | Alfred Knorr                                   | deutscher Unternehmer                                                                                                   | 48    |       |
| 28. Mai | Heinrich Pröhle                                | deutscher Lehrer und Schriftsteller                                                                                     | 72    |       |
| 28. Mai | Franz Xaver Rosenberger                        | deutscher Politiker (Zentrum), MdR                                                                                      | 74    |       |
| 29. Mai | Fulco Luigi Ruffo-Scilla                       | italienischer Geistlicher, Kardinal und apostolischer Nuntius                                                           | 55    |       |
| 30. Mai | John F. Andrew                                 | US-amerikanischer Politiker                                                                                             | 44    |       |
| 30. Mai | Florimond Delanghe                             | belgischer Soldat und Kolonialadministrator                                                                             | 33    |       |
| 30. Mai | Frederick Locker-Lampson                       | englischer Dichter | 74    |       |
| 30. Mai | Giuseppe Marello                               | italienischer Bischof, Ordensgründer, Heiliger der römisch-katholischen Kirche                                          | 50    |       |
| 31. Mai | Joseph von Linden                              | deutscher Jurist und Politiker                                                                                          | 90    |       |

## Juni
| Tag      | Name                                    | Beruf, bekannt als                                                                                         | Alter | Beleg |
| -------- | --------------------------------------- | --- | ----- | ----- |
| 1. Juni  | Carl-Franz Deninger                     | deutscher Chemiker, Lederfabrikant und Abgeordneter der 1. Kammer der Landstände des Großherzogtums Hessen | 67    |       |
| 1. Juni  | Leo Meurin                              | deutscher Jesuit, Theologe, Missionar, Bischof von Port-Louis (Mauritius)                                  | 70    |       |
| 1. Juni  | Friedrich Thesmar                       | deutscher Rechtsanwalt und Parlamentarier                                                                  | 85    |       |
| 2. Juni  | Milton Barnes                           | US-amerikanischer Lehrer, Jurist, Offizier und Politiker                                                   | 65    |       |
| 2. Juni  | Heinrich von Friedberg                  | deutscher Politiker und Rechtswissenschaftler                                                              | 82    |       |
| 2. Juni  | Hiram R. Lott                           | US-amerikanischer Politiker                                                                                | 70    |       |
| 3. Juni  | Elise Capitain                          | deutsche Opernsängerin (Sopran)                                                                            |       |       |
| 3. Juni  | Wilhelm Meyer                           | dänischer Mediziner                                                                                        | 70    |       |
| 3. Juni  | Charles Augustus Murray                 | englischer Schriftsteller und Diplomat                                                                     | 88    |       |
| 3. Juni  | Hermann Ottens                          | deutscher Landwirt und Parlamentarier                                                                      | 69    |       |
| 3. Juni  | Georg Christian Stiebeling              | deutsch-amerikanischer Arzt und Sozialist                                                                  | 64    |       |
| 4. Juni  | Sigmund Schott                          | deutscher Jurist, Schriftsteller und Politiker (VP, DtVP), MdR                                             | 77    |       |
| 5. Juni  | Mychajlo Drahomanow                     | ukrainischer Historiker und politischer Denker                                                             | 53    |       |
| 6. Juni  | Bernhard von Richthofen                 | preußischer Verwaltungsbeamter und Polizeipräsident von Berlin                                             | 58    |       |
| 7. Juni  | Charles Sillem Lidderdale               | britischer Portraitmaler                                                                                   | 64    |       |
| 7. Juni  | Karl Reibel                             | württembergischer Kolonialwarenhändler und Politiker                                                       | 70    |       |
| 8. Juni  | Albrecht Blumenstengel                  | deutscher Komponist, Violinist, Arrangeur und Herausgeber                                                  | 60    |       |
| 8. Juni  | Wilhelm von Lindenschmit der Jüngere    | deutscher Maler                                                                                            | 65    |       |
| 8. Juni  | Lewis Parsons                           | US-amerikanischer Politiker, 19. Gouverneur von Alabama                                                    | 78    |       |
| 8. Juni  | Michael Simons                          | deutscher Kaufmann, Unternehmer, Privatbankier und Mäzen                                                   | 77    |       |
| 10. Juni | Kaspar von Ruppert                      | deutscher Politiker (Zentrum), MdR                                                                         | 68    |       |
| 11. Juni | Daniel Kirkwood                         | US-amerikanischer Astronom                                                                                 | 80    |       |
| 12. Juni | Julie Koch-Bossenberger                 | deutsche Opernsängerin und Theaterschauspielerin                                                           |       |       |
| 12. Juni | Césaire Villatte                        | deutscher Romanist und Lexikograf                                                                          | 79    |       |
| 13. Juni | Oskar Erdmann                           | deutscher Germanist                                                                                        | 49    |       |
| 13. Juni | Konrad Fiedler                          | Theoretiker der bildenden Kunst                                                                            | 53    |       |
| 13. Juni | Franz Kinderling                        | deutscher Vizeadmiral                                                                                      | 75    |       |
| 13. Juni | Manuel Ruiz Zorrilla                    | spanischer Politiker und Regierungspräsident                                                               | 62    |       |
| 14. Juni | Jeanne Marie von Gayette-Georgens       | preußische Schriftstellerin und Pädagogin                                                                  | 77    |       |
| 14. Juni | Frederick Remann                        | US-amerikanischer Politiker                                                                                | 48    |       |
| 15. Juni | Valentine Ball                          | irischer Geologe, Zoologe und Museumsdirektor                                                              | 51    |       |
| 15. Juni | Nikolai Bunge                           | russischer Finanzminister                                                                                  | 71    |       |
| 15. Juni | Thaddäus Conrad                         | deutscher Gutsbesitzer und Politiker (Zentrum), MdR                                                        | 69    |       |
| 15. Juni | Richard Genée                           | österreichischer Librettist, Bühnenautor und Komponist                                                     | 72    |       |
| 16. Juni | Josef Bletzacher                        | österreichischer Opernsänger (Bass)                                                                        | 59    |       |
| 16. Juni | José Maria Nepomuceno                   | portugiesischer Architekt                                                                                  | 58    |       |
| 16. Juni | Felix Pierre Poché                      | US-amerikanischer Jurist und Politiker                                                                     | 59    |       |
| 16. Juni | Alfred van der Smissen                  | belgischer General                                                                                         | 72    |       |
| 17. Juni | Arnold Hug                              | Schweizer Altphilologe                                                                                     | 63    |       |
| 17. Juni | Friedrich August von Stache             | österreichischer Architekt                                                                                 | 80    |       |
| 18. Juni | Wilson S. Kennon                        | US-amerikanischer Jurist, Offizier und Politiker                                                           | 69    |       |
| 19. Juni | John Evan Hodgson                       | englischer Maler                                                                                           | 64    |       |
| 19. Juni | Emanuel Linder                          | Schweizer evangelisch-reformierter Theologe                                                                | 57    |       |
| 19. Juni | August Portois                          | österreichischer Unternehmer                                                                               |       |       |
| 19. Juni | Oskar Schellenberg                      | deutscher Pfarrer, Prediger, Kirchenrat und Lehrer                                                         | 70    |       |
| 20. Juni | Carl Eduard Adolph Gerstäcker           | deutscher Zoologe                                                                                          | 66    |       |
| 20. Juni | Emil von Richthofen                     | preußischer Diplomat                                                                                       | 85    |       |
| 20. Juni | Friedrich Wilhelm Schöttler             | deutscher Unternehmer und Politiker (NLP), MdR                                                             | 72    |       |
| 21. Juni | Wilhelm Kleinenbroich                   | deutscher Maler                                                                                            | 83    |       |
| 21. Juni | Friedrich Tietjen                       | deutscher Astronom                                                                                         | 62    |       |
| 22. Juni | Adolf Hildebrand                        | deutscher Fachlehrer für Landwirtschaft und erfolgreicher Lehrbuchautor                                    | 60    |       |
| 22. Juni | Amilcare Malagola                       | Erzbischof von Fermo; Kardinal                                                                             | 54    |       |
| 22. Juni | Henry Moore                             | englischer Landschafts- und Marinemaler                                                                    | 64    |       |
| 23. Juni | Ernst Wilhelm von Linsingen             | preußischer Generalmajor                                                                                   | 73    |       |
| 23. Juni | Rudolf von Roth                         | deutscher Indologe                                                                                         | 74    |       |
| 23. Juni | Dmitri Alexandrowitsch Rowinski         | russischer Jurist und Kunstsammler                                                                         | 70    |       |
| 23. Juni | William Crawford Williamson             | englischer Naturforscher und Botaniker                                                                     | 78    |       |
| 26. Juni | Franz von Hartmann                      | österreichischer Jurist, Mitglied des Staatsgerichtshofes                                                  | 87    |       |
| 26. Juni | Conrad Dietrich Magirus                 | deutscher Feuerwehrpionier und Unternehmensgründer                                                         | 70    |       |
| 26. Juni | Emily Petty-Fitzmaurice, 8. Lady Nairne | britische Peeress                                                                                          | 76    |       |
| 27. Juni | Sophie Adlersparre                      | schwedische Frauenrechtlerin                                                                               | 71    |       |
| 28. Juni | Lewis McKenzie                          | US-amerikanischer Politiker                                                                                | 84    |       |
| 28. Juni | Conrad Schreiner                        | Bürgermeister und Abgeordneter                                                                             | 66    |       |
| 29. Juni | Thomas Henry Huxley                     | englischer Biologe, Bildungsorganisator und Hauptvertreter des Agnostizismus                               | 70    |       |
| 29. Juni | Floriano Peixoto                        | brasilianischer Politiker und Militär                                                                      | 56    |       |
| 29. Juni | Green Clay Smith                        | US-amerikanischer Politiker                                                                                | 68    |       |
| 29. Juni | Carl Vogler                             | Schweizer Jurist und Politiker                                                                             | 55    |       |
| 30. Juni | Hermann Knoblauch                       | deutscher Physiker                                                                                         | 75    |       |
| 30. Juni | William F. Parrett                      | US-amerikanischer Politiker                                                                                | 69    |       |

## Juli
| Tag      | Name                              | Beruf, bekannt als                                                                                          | Alter | Beleg |
| -------- | --------------------------------- | --- | ----- | ----- |
| 1. Juli  | Theodor von Hörmann               | österreichischer Maler                                                                                      | 54    |       |
| 1. Juli  | Christo Stojanow                  | bulgarischer Jurist und Politiker                                                                           | ≈53   |       |
| 2. Juli  | Karl Thewalt                      | deutscher Reichsgerichtsrat                                                                                 | 70    |       |
| 3. Juli  | Richard Morris Hunt               | US-amerikanischer Architekt                                                                                 | 67    |       |
| 3. Juli  | Franz Xaver Pernlochner           | Tiroler Maler                                                                                               | 47    |       |
| 4. Juli  | Adolf Kreutz                      | deutscher Unternehmer und Politiker, MdR                                                                    | 73    |       |
| 4. Juli  | Frederic Soler                    | katalanischer Dichter, Dramatiker und Unternehmer                                                           | 55    |       |
| 4. Juli  | Joseph Barker Stearns             | US-amerikanischer Erfinder und Entwickler eines Telegraphie-Systems                                         | 64    |       |
| 5. Juli  | Charles D. Sherwood               | US-amerikanischer Politiker                                                                                 | 61    |       |
| 6. Juli  | Josef Lax                         | österreichischer Politiker                                                                                  | 70    |       |
| 6. Juli  | Edward A. Stevenson               | US-amerikanischer Politiker                                                                                 | 64    |       |
| 6. Juli  | Fritz Wolff                       | deutscher Zeichenlehrer und Maler                                                                           | 64    |       |
| 6. Juli  | Julius Zupitza                    | deutscher Anglist                                                                                           | 51    |       |
| 7. Juli  | Gustav Spörer                     | deutscher Astronom                                                                                          | 72    |       |
| 8. Juli  | Johann Josef Loschmidt            | österreichischer Physiker und Chemiker                                                                      | 74    |       |
| 9. Juli  | Luis Bográn Barahona              | honduranischer Präsident (1883–1891)                                                                        | 46    |       |
| 9. Juli  | Jacob Pitzer Cowan                | US-amerikanischer Politiker                                                                                 | 72    |       |
| 9. Juli  | Friedrich Lux                     | deutscher Komponist, Organist und Dirigent                                                                  | 74    |       |
| 9. Juli  | Sophie von Todesco                | Salonnière der Wiener Ringstraßenepoche                                                                     | 69    |       |
| 11. Juli | John H. Graham                    | US-amerikanischer Offizier und Politiker                                                                    | 60    |       |
| 12. Juli | Heinz Heim                        | deutscher Maler und Zeichner                                                                                | 35    |       |
| 13. Juli | Gustav Ferdinand Mehler           | deutscher Mathematiker                                                                                      | 59    |       |
| 13. Juli | Petko Slawejkow                   | bulgarischer Historiker und Schriftsteller                                                                  | 67    |       |
| 13. Juli | Norton Strange Townshend          | US-amerikanischer Politiker (Demokratische Partei)                                                          | 79    |       |
| 14. Juli | Émile-Louis Julhès                | französischer Ballonfahrer und Pionier der Luftfahrt                                                        | 40    |       |
| 14. Juli | Maximilian O’Donell von Tyrconell | österreichischer Kämmerer und Feldmarschallleutnant                                                         | 82    |       |
| 14. Juli | Karl Heinrich Ulrichs             | deutscher Jurist und LGBT-Menschenrechtler                                                                  | 69    |       |
| 15. Juli | Teresa Brambilla                  | italienische Opernsängerin                                                                                  | 81    |       |
| 15. Juli | Salomon Moos                      | deutscher Mediziner                                                                                         | 64    |       |
| 15. Juli | Simon Schiele                     | deutscher Ingenieur, Unternehmer und Politiker                                                              | 73    |       |
| 16. Juli | Trajan Doda                       | österreich-ungarischer Generalmajor, Politiker und Autor                                                    | 73    |       |
| 16. Juli | Joaquim Augusto Kopke             | portugiesischer Unternehmer, Adliger und Militär deutscher Abstammung                                       | 89    |       |
| 16. Juli | August Reichensperger             | deutscher Jurist und Politiker, MdR sowie Förderer des Kölner Doms                                          | 87    |       |
| 17. Juli | Gijsbertus Craeyvanger            | niederländischer Maler                                                                                      | 84    |       |
| 17. Juli | Bernhard Spiegel                  | deutscher evangelischer Theologe, Superintendent und Kirchenhistoriker                                      | 68    |       |
| 18. Juli | Henri Ernest Baillon              | französischer Botaniker und Arzt                                                                            | 67    |       |
| 18. Juli | Woldemar von Glasenapp            | deutsch-baltischer Offizier, zuletzt kaiserlich russischer Vizeadmiral und Kriegsgouverneur von Archangelsk | 83    |       |
| 18. Juli | Karl Schenk                       | Schweizer Politiker und reformierter Pfarrer                                                                | 71    |       |
| 18. Juli | Stefan Stambolow                  | bulgarischer Premierminister und ein Begründer des Modernen Bulgariens                                      | 41    |       |
| 19. Juli | William Eckart Lehman             | US-amerikanischer Politiker                                                                                 | 73    |       |
| 19. Juli | Kaspar von Lodron-Laterano        | österreichischer Jurist, Landespräsident von Kärnten                                                        | 80    |       |
| 21. Juli | George Woodward Greene            | US-amerikanischer Politiker                                                                                 | 64    |       |
| 21. Juli | José Antônio Saraiva              | brasilianischer Politiker, Premierminister                                                                  | 72    |       |
| 22. Juli | Charles Cardale Babington         | britischer Botaniker und Archäologe                                                                         | 86    |       |
| 22. Juli | Rudolf von Gneist                 | deutscher Jurist und Politiker (NLP), MdR                                                                   | 78    |       |
| 22. Juli | Alexander H. Rice                 | US-amerikanischer Politiker                                                                                 | 76    |       |
| 23. Juli | Maria Benedita Bormann            | brasilianische Schriftstellerin und Journalistin                                                            | 41    |       |
| 23. Juli | Adhémar Schwitzguébel             | Schweizer Anarchist                                                                                         |       |       |
| 24. Juli | Joseph-Henri Altès                | französischer Flötist                                                                                       | 69    |       |
| 25. Juli | Ludwig Wilhelm Minlos             | Lübecker Kaufmann und Senator und Mitglied der Lübecker Bürgerschaft                                        | 69    |       |
| 25. Juli | Robert Warthmüller                | deutscher Historienmaler                                                                                    | 36    |       |
| 26. Juli | Thomas Davis                      | US-amerikanischer Politiker                                                                                 | 88    |       |
| 26. Juli | Karl Hoffmann                     | Schweizer Politiker                                                                                         | 75    |       |
| 26. Juli | James Pike                        | US-amerikanischer Politiker                                                                                 | 76    |       |
| 27. Juli | Richard S. Canby                  | US-amerikanischer Politiker                                                                                 | 86    |       |
| 28. Juli | Joannes Kappeyne van de Coppello  | niederländischer Staatsmann                                                                                 | 72    |       |
| 28. Juli | Henry William Hoffman             | US-amerikanischer Politiker                                                                                 | 69    |       |
| 28. Juli | Marie Luise Charlotte von Hessen  | deutsche Aristokratin                                                                                       | 81    |       |
| 29. Juli | Joseph Derenbourg                 | deutsch-französischer Orientalist und Sanskritist                                                           | 83    |       |
| 31. Juli | Robert Toberentz                  | deutscher Bildhauer                                                                                         | 45    |       |
| 31. Juli | Thomas Wade                       | britischer Sinologe                                                                                         | 76    |       |

## August
| Tag          | Name                                         | Beruf, bekannt als                                                                 | Alter | Beleg |
| ------------ | -------------------------------------------- | ---------------------------------------------------------------------------------- | ----- | ----- |
| 1. August    | Josefine Jurik                               | österreichische Zitherspielerin und Schriftstellerin                               |       |       |
| 1. August    | Johann Kayser                                | deutscher Theologe und Philologe, MdR                                              | 68    |       |
| 1. August    | Heinrich von Sybel                           | deutscher Historiker                                                               | 77    |       |
| 2. August    | Friedrich Kaysel                             | deutscher Jurist und Theologe                                                      | 86    |       |
| 2. August    | Curt Schimmelbusch                           | deutscher Pathologe                                                                | 34    |       |
| 2. August    | Joseph Thomson                               | schottischer Entdecker und Afrikareisender                                         | 37    |       |
| 2. August    | Frank Lane Wolford                           | US-amerikanischer Politiker                                                        | 77    |       |
| 3. August    | Alfred Allatson Turner                       | französischstämmiger Entdeckungsreisender in Australien                            | 68    |       |
| 5. August    | Lida Bendemann                               | Ehefrau des Historienmalers Eduard Bendemann und Freundin von Clara Schumann       | 73    |       |
| 5. August    | Friedrich Engels                             | deutscher Politiker, Unternehmer, Philosoph und Militärhistoriker                  | 74    |       |
| 6. August    | Alwin Münchmeyer der Ältere                  | deutscher Kaufmann und Bankier                                                     | 50    |       |
| 6. August    | George Frederick Root                        | US-amerikanischer Komponist und Musikpädagoge                                      | 74    |       |
| 7. August    | Johann Anton Graf von Harbuval-Chamaré-Stolz | böhmisch-deutscher Großgrundbesitzer und Politiker (Zentrum), MdR                  | 60    |       |
| 8. August    | Howell Edmunds Jackson                       | US-amerikanischer Jurist und Politiker                                             | 63    |       |
| 8. August    | Josef Neugebauer                             | österreichischer Figuren-, Bildnis- und Stilllebenmaler sowie Komponist            | 85    |       |
| 9. August    | Gustav Michaelis                             | deutscher Stenograf                                                                | 82    |       |
| 9. August    | Edmund von Radziwill                         | deutscher Theologe, Benediktinermönch und Politiker (Zentrum), MdR                 | 52    |       |
| 10. August   | Adriana Johanna Haanen                       | niederländische Stillleben- und Blumenmalerin                                      | 81    |       |
| 10. August   | Felix Hoppe-Seyler                           | deutscher Chemiker und Physiologe                                                  | 69    |       |
| 10. August   | William Bacon Wright                         | US-amerikanischer Jurist sowie konföderierter Politiker und Offizier               | 65    |       |
| 11. August   | Eduard Holinger                              | Schweizer Politiker                                                                | 39    |       |
| 11. August   | Johann Jakob Innerkofler                     | Südtiroler Bergführer                                                              | 62    |       |
| 12. August   | David Bierens de Haan                        | niederländischer Mathematiker und Wissenschaftshistoriker                          | 73    |       |
| 12. August   | María Ruiz de Burton                         | mexikanisch-amerikanische Schriftstellerin                                         | 63    |       |
| 12. August   | Friedrich Wiedemeister                       | deutscher Psychiater                                                               | 61    |       |
| 13. August   | Ludwig Abel                                  | deutscher Violinist und Komponist                                                  | 60    |       |
| 13. August   | Christian Bernhard Tauchnitz                 | deutscher Verleger                                                                 | 78    |       |
| 14. August   | Thomas Hovenden                              | US-amerikanischer Maler irischer Herkunft                                          | 54    |       |
| 14. August   | Joseph Caspar Jeuch                          | Schweizer Architekt                                                                | 83    |       |
| 16. August   | Leo Fischer                                  | österreichischer Dichter und Sprachwissenschaftler                                 | 40    |       |
| 16. August   | Auguste Geffroy                              | französischer Historiker                                                           | 75    |       |
| 16. August   | Carl August Kramer                           | deutscher Tischler                                                                 | 88    |       |
| 16. August   | Samuel B. Maxey                              | US-amerikanischer Politiker (Demokratische Partei)                                 | 70    |       |
| 18. August   | Johann Ev. Lamprecht                         | österreichischer Heimatkundler und Priester                                        | 78    |       |
| 19. August   | Giuseppe Curti                               | Schweizer Lehrer und Politiker                                                     | 84    |       |
| 19. August   | Eduard Graf                                  | deutscher Mediziner und Politiker                                                  | 66    |       |
| 19. August   | Anton Stecher                                | Südtiroler Bürgermeister, Schützenhauptmann (1859 und 1866)                        | 90    |       |
| 19. August   | William Strong                               | US-amerikanischer Jurist und Politiker                                             | 87    |       |
| 19. August   | Ludwig Tobler                                | Schweizer Sprachwissenschaftler                                                    | 68    |       |
| 22. August   | Luzon B. Morris                              | US-amerikanischer Anwalt, Politiker und Gouverneur von Connecticut                 | 68    |       |
| 22. August   | Ernst von Sury                               | Schweizer Neurologe und Rechtsmediziner                                            | 45    |       |
| 23. August   | Johannes Toepffer                            | deutscher Althistoriker                                                            | 34    |       |
| 24. August   | Ludwig Edenhofer                             | deutscher Orgelbauer und Violinist                                                 | 66    |       |
| 24. August ? | Albert Mummery                               | englischer Alpinist                                                                |       |       |
| 25. August   | Karl Ernst Georges                           | deutscher Altphilologe, Lehrer und Lexikograf                                      | 88    |       |
| 25. August   | Albert Hermann Post                          | deutscher Jurist, Bremer Richter                                                   | 55    |       |
| 25. August   | Giuseppe Sapeto                              | italienischer Missionar und Agent                                                  | 84    |       |
| 26. August   | Karl Georg von Manteuffel                    | kurländischer Rittergutsbesitzer und Politiker                                     | 48    |       |
| 26. August   | Friedrich Miescher                           | Schweizer Physiologe                                                               | 51    |       |
| 26. August   | Heinrich Moritz Willkomm                     | deutscher Botaniker                                                                | 74    |       |
| 27. August   | Hermann Ebner                                | deutscher Jurist und Mitglied des Preußischen Abgeordnetenhauses                   | 60    |       |
| 30. August   | Eduard Kaiser                                | österreichischer Maler und Lithograph                                              | 75    |       |
| 30. August   | Ely Samuel Parker                            | Häuptling des Wolf-Clans der Seneca und Offizier unter US-General Ulysses S. Grant |       |       |

## September
| Tag           | Name                                | Beruf, bekannt als                                                                   | Alter | Beleg |
| ------------- | ----------------------------------- | ------------------------------------------------------------------------------------ | ----- | ----- |
| 2. September  | Charles Anderson                    | US-amerikanischer Politiker                                                          | 81    |       |
| 2. September  | Karl Haas                           | österreichischer Landschaftsmaler und Panoramazeichner                               | 63    |       |
| 2. September  | Carl Gangolf Kayser                 | österreichischer Architekt                                                           | 58    |       |
| 2. September  | Friedrich Kiefer                    | deutscher Jurist und Politiker (NLP), MdR                                            | 65    |       |
| 2. September  | John F. Lewis                       | US-amerikanischer Politiker (Republikanische Partei)                                 | 77    |       |
| 2. September  | Josua Höschel Schorr                | österreichischer Publizist und jüdischer Gelehrter                                   | 76    |       |
| 3. September  | Sven Lovén                          | schwedischer Naturforscher und Chorleiter                                            | 86    |       |
| 4. September  | Émile Bouichère                     | französischer Organist                                                               | 34    |       |
| 4. September  | August Kautz                        | General im Amerikanischen Bürgerkrieg                                                | 67    |       |
| 4. September  | Antoine Plamondon                   | kanadischer Maler                                                                    | 91    |       |
| 5. September  | Conradijn Cunaeus                   | niederländischer Tiermaler und Lithograf                                             | 66    |       |
| 5. September  | Archibald Hunter Arrington Williams | US-amerikanischer Politiker                                                          | 52    |       |
| 6. September  | Hugo von Donop                      | deutscher Offizier und Zeichner                                                      | 55    |       |
| 6. September  | Ludwig Dosse                        | deutscher Opernsänger (Bariton)                                                      | 60    |       |
| 6. September  | Ladislaus Philipp von Österreich    | österreichischer Erzherzog und Offizier                                              | 20    |       |
| 6. September  | William A. Sackett                  | US-amerikanischer Jurist und Politiker                                               | 83    |       |
| 7. September  | Moritz von Franck                   | österreichischer Politiker, Bürgermeister von Graz (1867–1870)                       | 80    |       |
| 7. September  | August Gemünder                     | US-amerikanischer Geigenbauer deutscher Herkunft                                     | 81    |       |
| 7. September  | Julius Eduard Reinecker             | deutscher Maschinenbau-Unternehmer                                                   | 63    |       |
| 8. September  | Friedrich Gottlob Keller            | deutscher Erfinder                                                                   | 79    |       |
| 8. September  | William Lawrence                    | US-amerikanischer Politiker                                                          | 81    |       |
| 8. September  | Adam Opel                           | deutscher Industrieller                                                              | 58    |       |
| 10. September | Eben Pomeroy Colton                 | US-amerikanischer Politiker, Geschäftsmann und Landwirt                              | 66    |       |
| 12. September | Ausonio Franchi                     | italienischer Philosoph                                                              | 74    |       |
| 13. September | Isaiah Pillars                      | US-amerikanischer Jurist, Offizier und Politiker                                     | 62    |       |
| 14. September | Moritz Brasch                       | deutscher Philosoph jüdischen Glaubens                                               | 52    |       |
| 14. September | Ubaldo von Gellhorn                 | preußischer Geheimer Regierungsrat, Landrat und Rechtsritter des Johanniterordens    | 78    |       |
| 14. September | Karl von Helldorff                  | preußischer Landrat                                                                  | 67    |       |
| 14. September | Charles Valentine Riley             | US-amerikanischer Entomologe                                                         | 51    |       |
| 14. September | August von Stetten                  | Augsburger Patrizier, Schlossherr und Ministerialsekretär                            | 83    |       |
| 15. September | Jan Kleczyński                      | polnischer Pianist, Komponist, Musikkritiker und Musikpädagoge                       | 58    |       |
| 15. September | John Roper                          | britischer Entdeckungsreisender in Australien                                        |       |       |
| 16. September | Hans Flach                          | deutscher klassischer Philologe                                                      | 50    |       |
| 16. September | John B. Reddick                     | US-amerikanischer Politiker                                                          | 50    |       |
| 16. September | József Székely                      | ungarischer Schriftsteller, Dichter, Journalist und Archivar                         | 70    |       |
| 16. September | Ernst Wülcker                       | deutscher Germanist und Archivar                                                     | 52    |       |
| 16. September | Josua Zweifel                       | Schweizer Händler und Afrikaforscher                                                 | 41    |       |
| 17. September | Adolf von Dorpowski                 | preußischer Generalleutnant                                                          | 84    |       |
| 17. September | Zygmunt Szczęsny Feliński           | Erzbischof von Warschau                                                              | 72    |       |
| 17. September | Walter Robert-tornow                | deutscher Bibliothekar und Übersetzer                                                | 43    |       |
| 17. September | Sigmund Schuckert                   | deutscher Elektrotechniker und Gründer der Schuckertwerke                            | 48    |       |
| 18. September | John B. Haskin                      | amerikanischer Jurist und Politiker                                                  | 74    |       |
| 18. September | John McConnell Rice                 | US-amerikanischer Politiker                                                          | 64    |       |
| 19. September | Rafael von Ambros                   | österreichischer Maler                                                               | 40    |       |
| 19. September | Julia Hauke                         | Ehefrau von Prinz Alexander von Hessen-Darmstadt, Mutter von Alexander von Bulgarien | 69    |       |
| 19. September | Josip Lendovšek                     | slowenischer Philologe und Pädagoge                                                  | 41    |       |
| 19. September | Geraldine van de Sande Bakhuyzen    | niederländische Malerin                                                              | 69    |       |
| 21. September | Viktor Rydberg                      | schwedischer Schriftsteller                                                          | 66    |       |
| 21. September | Charles Stewart                     | US-amerikanischer Politiker                                                          | 59    |       |
| 22. September | Heinrich Fick                       | deutscher Jurist und Hochschullehrer                                                 | 73    |       |
| 22. September | Wilhelm Hegenscheidt                | deutscher Eisenindustrieller                                                         | 34    |       |
| 22. September | Martin Hertz                        | deutscher klassischer Philologe; Hochschullehrer in Greifswald und Breslau           | 77    |       |
| 22. September | Friedrich Nies                      | deutscher Geologe, Mineraloge und Paläontologe                                       |       |       |
| 24. September | Heinrich Adolf von Bardeleben       | deutscher Chirurg und Hochschullehrer                                                | 76    |       |
| 24. September | Hermann Hellriegel                  | deutscher Agrikulturchemiker                                                         | 63    |       |
| 24. September | Hugo Hertwig                        | deutscher Tierarzt                                                                   | 54    |       |
| 26. September | Lahiri Mahasaya                     | indischer Yogi und Guru                                                              | 66    |       |
| 26. September | Georg Oechsner                      | deutscher Politiker (dtVP), Mainzer Bürgermeister, MdR                               | 73    |       |
| 28. September | Richard von Conta                   | preußischer Generalmajor                                                             | 74    |       |
| 28. September | Ludwig von Hofmann-Zeitz            | deutscher Maler                                                                      | 62    |       |
| 28. September | Louis Pasteur                       | französischer Chemiker und Mikrobiologe                                              | 72    |       |
| 30. September | Heinrich Joseph Adami               | österreichischer Schriftsteller                                                      | 87    |       |
| 30. September | Eduard Bloch                        | deutscher Verlagsbuchhändler                                                         | 64    |       |
| 30. September | August Steinmeyer                   | deutscher Vollmeier und Politiker                                                    | 74    |       |

## Oktober
| Tag         | Name                                 | Beruf, bekannt als                                                               | Alter | Beleg |
| ----------- | ------------------------------------ | -------------------------------------------------------------------------------- | ----- | ----- |
| 1. Oktober  | Eduard Wiprecht von Davier           | deutscher Politiker, MdR                                                         | 76    |       |
| 1. Oktober  | Harbert Harberts                     | deutscher Journalist und Autor                                                   | 48    |       |
| 1. Oktober  | Ernst von Rebeur-Paschwitz           | deutscher Astronom und Geophysiker                                               | 34    |       |
| 2. Oktober  | Robert Crozier                       | US-amerikanischer Jurist und Politiker                                           | 67    |       |
| 2. Oktober  | Eugen Langen                         | deutscher Ingenieur und Erfinder                                                 | 61    |       |
| 2. Oktober  | Emanuel Meyer                        | Schweizer Unternehmer und Politiker                                              | 82    |       |
| 2. Oktober  | Heinrich Schilking                   | deutscher Maler                                                                  | 79    |       |
| 3. Oktober  | Samuel David                         | französischer Komponist                                                          | 58    |       |
| 3. Oktober  | Otto Ehrenfried Ehlers               | deutscher Lyriker, Landwirt und Reiseschriftsteller                              | 40    |       |
| 6. Oktober  | Lorenzo Langstroth                   | US-amerikanischer Naturforscher und Imker                                        | 84    |       |
| 7. Oktober  | William Wetmore Story                | US-amerikanischer Bildhauer                                                      | 76    |       |
| 8. Oktober  | William Mahone                       | Generalmajor der Armee der Konföderierten Staaten von Amerika im Sezessionskrieg | 68    |       |
| 8. Oktober  | Myeongseong                          | Königin von Korea                                                                | 43    |       |
| 9. Oktober  | Thomas Keith                         | schottischer Chirurg, Gynäkologe und Fotograf                                    | 68    |       |
| 10. Oktober | Heinrich Fintelmann                  | deutscher Garteninspektor                                                        | 70    |       |
| 10. Oktober | Adolf Greiß                          | deutscher Jurist und Politiker (Zentrum), MdR                                    | 65    |       |
| 10. Oktober | Catharina Josepha Pratten            | deutsche Gitarristin, Komponistin und Gitarrenlehrerin                           |       |       |
| 10. Oktober | Balthasar Pröbstl                    | schwäbischer Orgelbauer                                                          | 65    |       |
| 11. Oktober | Karl von Schmidt-Phiseldeck          | deutscher Jurist und Archivar                                                    | 60    |       |
| 11. Oktober | Adolf Streckfuß                      | deutscher Schriftsteller                                                         | 72    |       |
| 11. Oktober | Moritz Ziller                        | deutscher Baumeister                                                             | 57    |       |
| 12. Oktober | Cecil Frances Alexander              | irische Dichterin von Kirchenliedern                                             | 77    |       |
| 12. Oktober | Henry Windsor Villiers Stuart        | britischer Politiker, Mitglied des House of Commons und Ägyptologe               | 68    |       |
| 12. Oktober | Isaac Wolffson                       | deutscher Jurist und Politiker (NLP), MdHB, MdR                                  | 78    |       |
| 13. Oktober | Franklin Leonard Pope                | US-amerikanischer Elektroingenieur, Erfinder und Fachautor                       | 54    |       |
| 14. Oktober | Friedrich Brockhaus                  | deutscher Staats- und Kirchenrechtslehrer                                        | 57    |       |
| 14. Oktober | Elisha P. Ferry                      | US-amerikanischer Politiker                                                      | 70    |       |
| 15. Oktober | Armand Renaud                        | französischer Lyriker                                                            | 59    |       |
| 16. Oktober | Horatio G. Knight                    | US-amerikanischer Politiker                                                      | 77    |       |
| 16. Oktober | Louis C. Latham                      | US-amerikanischer Politiker                                                      | 55    |       |
| 16. Oktober | Karl Friedrich Vitzthum von Eckstädt | königlich-sächsischer und später österreichischer Diplomat                       | 76    |       |
| 17. Oktober | Elimar Herzog von Oldenburg          | deutscher Komponist, Schriftsteller und Militär                                  | 51    |       |
| 17. Oktober | Friedrich Moritz Stapff              | deutscher Geologe                                                                | 58    |       |
| 19. Oktober | Fernando Guzmán                      | nicaraguanischer Politiker und Präsident (1871–1875)                             | 83    |       |
| 20. Oktober | Alfred Graeff                        | preußischer Land- und Regierungsrat                                              | 69    |       |
| 20. Oktober | Carl Rangenier                       | deutscher Bildhauer                                                              | 65    |       |
| 20. Oktober | Lewis W. Ross                        | US-amerikanischer Politiker                                                      | 82    |       |
| 21. Oktober | Miles T. Granger                     | US-amerikanischer Politiker                                                      | 78    |       |
| 21. Oktober | Asahel C. Kendrick                   | US-amerikanischer Klassischer Philologe und Autor                                | 85    |       |
| 21. Oktober | Louisa Anne Meredith                 | australische Illustratorin und Schriftstellerin                                  | 83    |       |
| 21. Oktober | Manuel Romero Rubio                  | mexikanischer Politiker                                                          | 67    |       |
| 22. Oktober | Oliver Ames                          | US-amerikanischer Politiker                                                      | 64    |       |
| 22. Oktober | Carl Bertrand                        | deutscher Arzt                                                                   | 79    |       |
| 22. Oktober | Ruggero Bonghi                       | italienischer Politiker, Mitglied der Camera, Schriftsteller und Journalist      | 69    |       |
| 22. Oktober | Richard Godeffroy                    | österreichischer Chemiker                                                        | 48    |       |
| 24. Oktober | Olivier Geinoz                       | Schweizer Politiker und Staatsrat des Kantons Freiburg                           | 62    |       |
| 24. Oktober | Meijer de Haan                       | niederländischer Maler                                                           | 43    |       |
| 24. Oktober | Spencer G. Millard                   | US-amerikanischer Politiker                                                      | 39    |       |
| 24. Oktober | Charles Van Wyck                     | US-amerikanischer Politiker                                                      | 71    |       |
| 25. Oktober | Charles Hallé                        | Pianist und Dirigent, Gründer des Hallé-Orchesters                               | 76    |       |
| 25. Oktober | Henri Ernest Moltzer                 | niederländischer Niederlandist und Literaturwissenschaftler                      | 59    |       |
| 25. Oktober | Gustava Zinck                        | deutsche Dichterin                                                               | 74    |       |
| 26. Oktober | Ernst Halberstadt                    | deutscher Unternehmer und Politiker (DFP), MdR                                   | 66    |       |
| 27. Oktober | Adele Spitzeder                      | deutsche Schauspielerin und Betrügerin                                           | 63    |       |
| 28. Oktober | Ivan Filipović                       | kroatischer Lehrer und Schriftsteller                                            | 72    |       |
| 28. Oktober | Carl Ludwig von Proff-Irnich         | Jurist, Mediziner und Reichstagsabgeordneter                                     | 79    |       |
| 28. Oktober | Kitashirakawa Yoshihisa              | japanischer General                                                              | 48    |       |
| 29. Oktober | Klemens von Stockhausen              | deutscher Richter, Landrat und Landeshauptmann in Ostpreußen                     | 50    |       |
| 30. Oktober | Julius Joseph Neumann                | deutsch-französischer Geistlicher und Politiker, MdR                             | 59    |       |
| 30. Oktober | Adolf Stademann                      | deutscher Landschaftsmaler                                                       | 71    |       |
| 31. Oktober | Franz Hedrich                        | böhmischer Schriftsteller                                                        |       |       |

## November
| Tag          | Name                                   | Beruf, bekannt als                                                                                | Alter | Beleg |
| ------------ | -------------------------------------- | ------------------------------------------------------------------------------------------------- | ----- | ----- |
| 1. November  | Wilhelm Benque                         | deutscher Landschaftsgärtner und Gartenarchitekt                                                  | 81    |       |
| 1. November  | Ferdinand Janner                       | deutscher römisch-katholischer Theologe und Pädagoge                                              | 59    |       |
| 1. November  | Benito Sanz y Fores                    | spanischer Kardinal und Bischof                                                                   | 67    |       |
| 1. November  | Aleksander Zarzycki                    | polnischer Komponist, Pianist und Dirigent                                                        | 61    |       |
| 1. November  | Leopoldo Zelli-Jacobuzzi               | Benediktinermönch und Abtordinarius                                                               | 77    |       |
| 2. November  | Carl Frederic Aagaard                  | dänischer Maler                                                                                   | 62    |       |
| 2. November  | Georges-Charles de Heeckeren d’Anthès  | französischer Diplomat und Alexander Puschkins Duellgegner                                        | 83    |       |
| 2. November  | Jack Dempsey                           | irischer Boxer                                                                                    | 32    |       |
| 2. November  | Gustav Wilhelm Ferdinand Pleßner       | Herzoglich Sachsen-Gothaischer Oberbaurat, Eisenbahnbau-Ingenieur und Unternehmer                 | 71    |       |
| 4. November  | Wilhelm Bäumer                         | deutscher Architekt und Bauhistoriker                                                             | 66    |       |
| 4. November  | Eugene Field                           | US-amerikanischer Journalist und Dichter                                                          | 45    |       |
| 4. November  | José Lederer                           | ungarischer Opernsänger (Tenor)                                                                   | 53    |       |
| 5. November  | José Gutiérrez de la Concha            | spanischer General und Politiker                                                                  | 86    |       |
| 5. November  | Julius von Schulz                      | sächsischer Generalleutnant                                                                       | 78    |       |
| 6. November  | Luigi Giuseppe Lasagna                 | italienischer Ordensgeistlicher, Missionar und römisch-katholischer Bischof                       | 45    |       |
| 6. November  | Joel Müller                            | österreichischer Hebraist und Talmudist                                                           | 68    |       |
| 7. November  | Theron Moses Rice                      | US-amerikanischer Politiker                                                                       | 66    |       |
| 7. November  | Otto Frederick Schupphaus              | US-amerikanischer Dramatiker                                                                      | 32    |       |
| 8. November  | Géza von Csergheő                      | österreichisch-ungarischer Offizier und Heraldiker                                                | 55    |       |
| 8. November  | Wilhelm Gossler                        | deutscher Kaufmann und Politiker, MdHB                                                            | 83    |       |
| 8. November  | Johannes Overbeck                      | deutscher Klassischer Archäologe                                                                  | 69    |       |
| 9. November  | Louis-Joseph-Marie-Ange Vigne          | französischer Geistlicher und römisch-katholischer Erzbischof von Avignon                         | 68    |       |
| 9. November  | Albert Galiton Watkins                 | US-amerikanischer Politiker                                                                       | 77    |       |
| 10. November | Eduard Eichenwald                      | deutscher Theaterschauspieler                                                                     | 36    |       |
| 10. November | Alexandru Odobescu                     | rumänischer Schriftsteller, Archäologe, Politiker und Hochschullehrer                             | 61    |       |
| 11. November | Thomas Heath Haviland                  | kanadischer Politiker, Vizegouverneur von Prince Edward Island                                    | 72    |       |
| 11. November | Gustav Langenscheidt                   | deutscher Sprachlehrer und Verlagsbuchhändler                                                     | 63    |       |
| 11. November | Julius Tausch                          | deutscher Pianist, Komponist und Dirigent sowie städtischer Musikdirektor in Düsseldorf           | 68    |       |
| 12. November | Carlo Brioschi                         | österreichischer Theatermaler                                                                     | 69    |       |
| 12. November | Pierre-Edmond Hocmelle                 | französischer Organist und Komponist                                                              | 71    |       |
| 12. November | Jean Léonard                           | französischer Geistlicher, Zisterzienser und Abt                                                  | 80    |       |
| 13. November | Josef Weis                             | deutscher katholischer Geistlicher und Gründer des Marienvereins und der Marienanstalt in München | 77    |       |
| 14. November | Giuseppe Partini                       | italienischer Architekt                                                                           | 53    |       |
| 15. November | Albert Stöckl                          | deutscher Geistlicher, Hochschullehrer und Politiker (Zentrum), MdR                               | 72    |       |
| 15. November | Karl Terpinitz                         | österreichischer Politiker, Landtagsabgeordneter                                                  | 71    |       |
| 17. November | Wilhelm Hoerschelmann                  | baltendeutscher Klassischer Philologe                                                             | 46    |       |
| 18. November | Andrew King                            | US-amerikanischer Politiker                                                                       | 83    |       |
| 19. November | Lucien-Louis-Joseph-Napoleon Bonaparte | französischer Kardinal                                                                            | 67    |       |
| 19. November | Calvert Vaux                           | amerikanischer Architekt und Landschaftsgärtner                                                   | 70    |       |
| 19. November | Theodor Zechlin                        | deutscher Apotheker und Heimatforscher in der Altmark                                             | 77    |       |
| 20. November | John Joseph Conroy                     | irischer Geistlicher, Bischof von Albany                                                          | 76    |       |
| 21. November | Silvestro Lega                         | italienischer Maler                                                                               | 68    |       |
| 21. November | Johann Wernz                           | Reichsoberhandelsgerichtsrat und Senatspräsident beim Reichsgericht                               | 76    |       |
| 24. November | Jules Barthélemy-Saint-Hilaire         | französischer Gelehrter und Staatsmann                                                            | 90    |       |
| 24. November | Carl Hugo Hahn                         | lutherischer Theologe und Missionar in Südwestafrika                                              | 77    |       |
| 24. November | Josef Schrammel                        | österreichischer Komponist und Musiker                                                            | 43    |       |
| 24. November | Stefano Stefanopoli                    | römisch-katholischer Titularerzbischof                                                            | 61    |       |
| 25. November | Clemens Busch                          | deutscher Diplomat und Staatssekretär des Deutschen Reiches                                       | 61    |       |
| 25. November | Ludwig Rütimeyer                       | Schweizer Zoologe, Geologe, Anatom und Paläontologe                                               | 70    |       |
| 25. November | Hermann Schott                         | deutscher Rechtswissenschaftler, Rechtshistoriker und Hochschullehrer                             | 53    |       |
| 26. November | George Edward Dobson                   | irischer Zoologe, Fotograf und Armeearzt                                                          | 47    |       |
| 26. November | Heinrich Gustav Hassenkamp             | deutscher Bankier und Politiker                                                                   | 49    |       |
| 26. November | Gustav Jensen                          | deutscher klassischer Violinist, spätromantischer Komponist und Musikpädagoge                     | 51    |       |
| 26. November | Henry Seebohm                          | englischer Stahlfabrikant, Amateur-Ornithologe, Oologe und Forschungsreisender                    | 63    |       |
| 26. November | Henry Snapp                            | US-amerikanischer Politiker                                                                       | 73    |       |
| 26. November | Bernhard Stadié                        | deutscher Pfarrer, Historiker und Heimatforscher in Westpreußen                                   | 62    |       |
| 27. November | Alexandre Dumas der Jüngere            | französischer Schriftsteller                                                                      | 71    |       |
| 27. November | Paul von Kulmiz                        | deutscher Industrieller und Politiker, MdR                                                        | 59    |       |
| 28. November | Wilhelm von Wickede                    | deutscher Vizeadmiral                                                                             | 64    |       |
| 29. November | Eduard Taaffe                          | österreichischer Politiker, Ministerpräsident                                                     | 62    |       |
| 30. November | Gustav Pasig                           | evangelisch-lutherischer Pfarrer und deutscher Volksschriftsteller                                | 62    |       |
| 30. November | Bogoslav Šulek                         | kroatischer Linguist                                                                              | 79    |       |

## Dezember
| Tag          | Name                                | Beruf, bekannt als                                                                 | Alter | Beleg |
| ------------ | ----------------------------------- | ---------------------------------------------------------------------------------- | ----- | ----- |
| 1. Dezember  | Carl Jacob                          | deutscher Autor und Politiker                                                      | 77    |       |
| 1. Dezember  | Hermann Tessendorf                  | Oberreichsanwalt                                                                   | 64    |       |
| 4. Dezember  | Karl Barthold Lindahl               | schwedischer Porträtmaler der Düsseldorfer Schule                                  | 34    |       |
| 6. Dezember  | Julius Schnauß                      | deutscher Chemiker, Fotograf und Autor                                             | 68    |       |
| 6. Dezember  | Friedrich Wilhelm Schwarz           | Mitbegründer der Neuapostolischen Kirche                                           | 80    |       |
| 8. Dezember  | Théodore Hersart de La Villemarqué  | französischer Sprach- und Altertumsforscher                                        | 80    |       |
| 9. Dezember  | Karl Appel                          | deutscher Violinist und Komponist                                                  | 83    |       |
| 9. Dezember  | Daniel F. Miller                    | US-amerikanischer Politiker                                                        | 81    |       |
| 9. Dezember  | Charles Meer Webb                   | deutsch-britischer Genremaler der Düsseldorfer Schule                              | 65    |       |
| 10. Dezember | Josef Marastoni                     | österreichischer Maler, Radierer und Lithograph                                    | 61    |       |
| 11. Dezember | William Penny Brookes               | britischer Mediziner und Sportpionier                                              | 86    |       |
| 12. Dezember | Hezekiah S. Bundy                   | US-amerikanischer Politiker                                                        | 78    |       |
| 12. Dezember | Jack Langrishe                      | US-amerikanischer Schauspieler des Wilden Westens                                  |       |       |
| 12. Dezember | Friederike Müller                   | österreichische Pianistin                                                          | 79    |       |
| 12. Dezember | Arthur von Strachwitz               | deutscher Verwaltungsbeamter                                                       | 62    |       |
| 12. Dezember | Allen G. Thurman                    | US-amerikanischer Jurist und Politiker                                             | 82    |       |
| 12. Dezember | Daniel Sidney Warner                | amerikanischer evangelikaler Theologe                                              | 53    |       |
| 13. Dezember | Ányos Jedlik                        | ungarischer Physiker und Erfinder                                                  | 95    |       |
| 14. Dezember | Edward McPherson                    | US-amerikanischer Politiker                                                        | 65    |       |
| 14. Dezember | Paulus Melchers                     | Kölner Erzbischof                                                                  | 82    |       |
| 15. Dezember | Georg Biehl                         | deutscher Bildhauer, Stuckateur und Politiker, MdR                                 | 50    |       |
| 15. Dezember | Bethuel Kitchen                     | US-amerikanischer Politiker                                                        | 83    |       |
| 15. Dezember | William A. McKeighan                | US-amerikanischer Politiker                                                        | 53    |       |
| 15. Dezember | Oun Kham                            | König des Reiches Luang Phrabang                                                   |       |       |
| 16. Dezember | Johann Gottlieb Christaller         | deutscher Missionar und Sprachforscher                                             | 68    |       |
| 17. Dezember | Georges Emile Barbier               | französischer Schachkomponist (Saavedra-Studie)                                    | 51    |       |
| 17. Dezember | Antonio Carlo Napoleone Gallenga    | italienischer politischer Schriftsteller                                           | 85    |       |
| 17. Dezember | János Irinyi                        | ungarischer Chemiker und Erfinder                                                  | 78    |       |
| 18. Dezember | Frederick Girsch                    | deutsch-US-amerikanischer Radierer, Porträtmaler, Stahl- und Banknotenstecher      | 74    |       |
| 18. Dezember | Leopold Nagel                       | österreichischer Politiker, Landtagsabgeordneter                                   | 77    |       |
| 19. Dezember | Nikolai Alexandrowitsch Schochin    | russischer Architekt, Restaurator und Mäzen                                        | 76    |       |
| 20. Dezember | Manuel de Jesús Calvar              | kubanischer Generalmajor, Kämpfer im Unabhängigkeitskrieg und ehemaliger Präsident | 57    |       |
| 20. Dezember | Fritz Ebel                          | deutscher Landschaftsmaler                                                         | 60    |       |
| 20. Dezember | Leopold Jacoby                      | deutscher sozialistischer Lyriker                                                  | 55    |       |
| 20. Dezember | Ludwig Krahmer                      | deutscher Pharmakologe                                                             | 85    |       |
| 20. Dezember | Ludolf von Luck                     | preußischer Staatsanwalt und Politiker                                             | 78    |       |
| 20. Dezember | Kaspar Schrammel                    | österreichischer Komponist und Musiker                                             | 84    |       |
| 21. Dezember | John Porry Murray                   | US-amerikanischer Jurist und Politiker                                             | 65    |       |
| 21. Dezember | Ferdinand Piloty                    | deutscher Maler und Illustrator                                                    | 67    |       |
| 22. Dezember | Octave Terrillon                    | französischer Arzt und Chirurg                                                     | 51    |       |
| 22. Dezember | Karl Trapp                          | deutscher Opernsänger (Bass)                                                       | 62    |       |
| 22. Dezember | James C. Veatch                     | US-amerikanischer Rechtsanwalt, Offizier und Politiker                             | 76    |       |
| 23. Dezember | John Russell Hind                   | britischer Astronom                                                                | 72    |       |
| 23. Dezember | Sergei Michailowitsch Krawtschinski | russischer Revolutionär                                                            | 44    |       |
| 23. Dezember | Henry Jotham Newton                 | US-amerikanischer Erfinder, Fotograf, Spiritualist und Theosoph                    | 72    |       |
| 23. Dezember | George Osborne, 9. Duke of Leeds    | britischer Aristokrat (Peer) im Viktorianischen Zeitalter                          | 67    |       |
| 23. Dezember | Karl Weiss                          | österreichischer Archivar und Bibliothekar                                         | 69    |       |
| 24. Dezember | Kuno von Auer                       | preußischer Generalmajor                                                           | 77    |       |
| 24. Dezember | Fränzli Waser                       | Schweizer Geiger                                                                   |       |       |
| 25. Dezember | Carl Teibler                        | österreichischer Maler                                                             | 74    |       |
| 26. Dezember | Egidius Jünger                      | römisch-katholischer Bischof                                                       | 62    |       |
| 26. Dezember | Oskar von Meerscheidt-Hüllessem     | preußischer Offizier, zuletzt General der Infanterie                               | 70    |       |
| 27. Dezember | Eivind Astrup                       | norwegischer Polarforscher                                                         | 24    |       |
| 27. Dezember | Hermann von Nostitz-Rieneck         | österreichischer Offizier                                                          | 83    |       |
| 28. Dezember | Wilhelm August Julius Wrede         | deutscher Spirituosenfabrikant und Berliner Gutsbesitzer                           | 73    |       |
| 29. Dezember | Eduard Müller                       | deutscher Bildhauer                                                                | 67    |       |
| 30. Dezember | Richard Brix                        | preußischer Oberst und Militärschriftsteller                                       | 64    |       |
| 31. Dezember | Pierre Jean Marie Delavay           | französischer Missionar, Entdecker und Botaniker                                   | 61    |       |
| 31. Dezember | Henri-Lucien Doucet                 | französischer Maler                                                                | 39    |       |
| 31. Dezember | Hermann Elgnowski                   | deutscher Richter und Parlamentarier                                               | 65    |       |
| Dezember     | Edward J. Curtis                    | US-amerikanischer Politiker                                                        |       |       |

## Datum unbekannt
| Tag | Name                            | Beruf, bekannt als | Alter | Beleg |
| --- | ------------------------------- | --- | ----- | ----- |
|     | Alfred-Philibert Aldrophe       | französischer Architekt |       |       |
|     | Karl Alisch                     | deutscher Richter und Parlamentarier                                                                                                |       |       |
|     | Ignacio Bauer                   | Repräsentant des Hauses Rothschild in Madrid                                                                                        |       |       |
|     | Bernard Bernard                 | französischer katholischer Priester und Missionar; erster Apostolische Präfekt von Norwegen und Lappland                            |       |       |
|     | Julius Hermann Besser           | deutscher Verwaltungsbeamter und Parlamentarier                                                                                     |       |       |
|     | Hjalmar Hjorth Boyesen          | norwegisch-amerikanischer Schriftsteller                                                                                            |       |       |
|     | Ernst von den Brincken          | deutscher Verwaltungs- und Ministerialbeamter                                                                                       |       |       |
|     | Emanuel Bunzel                  | österreichischer Mediziner und Amateur-Paläontologe                                                                                 |       |       |
|     | Louis Florentin Calmeil         | französischer Psychiater |       |       |
|     | Percy Carpenter                 | englischer Maler |       |       |
|     | Enrico Cavallaro                | italienischer Maler |       |       |
|     | Anton Detoma                    | Kunstmarmorierer und Stuckateur |       |       |
|     | Johann Heinrich Gadow           | deutscher lutherischer Theologe |       |       |
|     | Carl Haber                      | Mitbegründer eines Konsumvereins, einer Kreditgenossenschaft und der Großeinkaufs-Gesellschaft Deutscher Consumvereine m.b.H. (GEG) |       |       |
|     | Hermann Jaeger                  | amerikanischer Rebenzüchter und Winzer                                                                                              |       |       |
|     | Julius Koch                     | deutscher Hof-Früchtehändler und Getreidehändler                                                                                    |       |       |
|     | Kostandin Kristoforidhi         | albanischer Autor und Übersetzer |       |       |
|     | George Lawrence                 | britischer Gärtner |       |       |
|     | Wilhelm Lommen                  | deutscher Maler |       |       |
|     | Manuel Manilla                  | mexikanischer Karikaturist |       |       |
|     | Louis Martinet                  | französischer Maler, Galerist und Theaterleiter                                                                                     |       |       |
|     | Hubert Meyer                    | Portraitmaler |       |       |
|     | Julius Möllendorf               | deutscher Militärmusiker und Komponist                                                                                              |       |       |
|     | Yousuf Khan Mostashar al-Dowleh | persischer Botschafter |       |       |
|     | Adolf von Nickisch-Rosenegk     | deutscher Verwaltungsbeamter und Parlamentarier                                                                                     |       |       |
|     | Alfred Noack                    | italienischer Photograph sächsischer Herkunft                                                                                       |       |       |
|     | Georg Heinrich Noell            | deutscher Maschinenfabrikant |       |       |
|     | Friedrich Ottomeyer             | deutscher Unternehmer |       |       |
|     | Aarifi Pascha                   | türkischer Staatsmann |       |       |
|     | Giuseppe Prinzi                 | italienischer Bildhauer |       |       |
|     | Conrad Reuter                   | deutscher Geometer und Hofrat |       |       |
|     | Johann Rödl                     | deutscher Orgelbauer |       |       |
|     | Johann Hinrich Röver            | deutscher Orgelbauer |       |       |
|     | Bartomeu Sala i Sala            | spanischer Missionar |       |       |
|     | Eugénie de Santa-Coloma         | französische Komponistin und Sängerin                                                                                               |       |       |
|     | Christian Schmidt               | deutscher Brauer und Präsident der Christian Schmidt Brewing Company                                                                |       |       |
|     | Karl Schnorr von Carolsfeld     | deutscher Ingenieur und Eisenbahndirektor                                                                                           |       |       |
|     | Victor Sittel                   | deutscher Verwaltungsbeamter |       |       |
|     | Ernst Stache                    | deutscher Maler |       |       |
|     | Anton Ullrich                   | deutscher Erfinder |       |       |
|     | Pierre Zaccone                  | französischer Schriftsteller |       |       |